# Хошимин
Хошими́н (вьет. Thành phố Hồ Chí Minh, кхмер. ព្រៃនគរ, Pré Nokor) — город на юге Вьетнама; крупнейший город страны (население — почти 9 млн). Известен также под аббревиатурой HCMC (от англ. Ho Chi Minh City) и под именем Сайго́н (вьет. Sài Gòn), которое было его официальным названием до 1976 года. Современное название было дано в честь Хо Ши Мина.
С 1887 по 1901 год — столица Французского Индокитая. С 1955 по 1975 год — столица Южного Вьетнама.

## Название

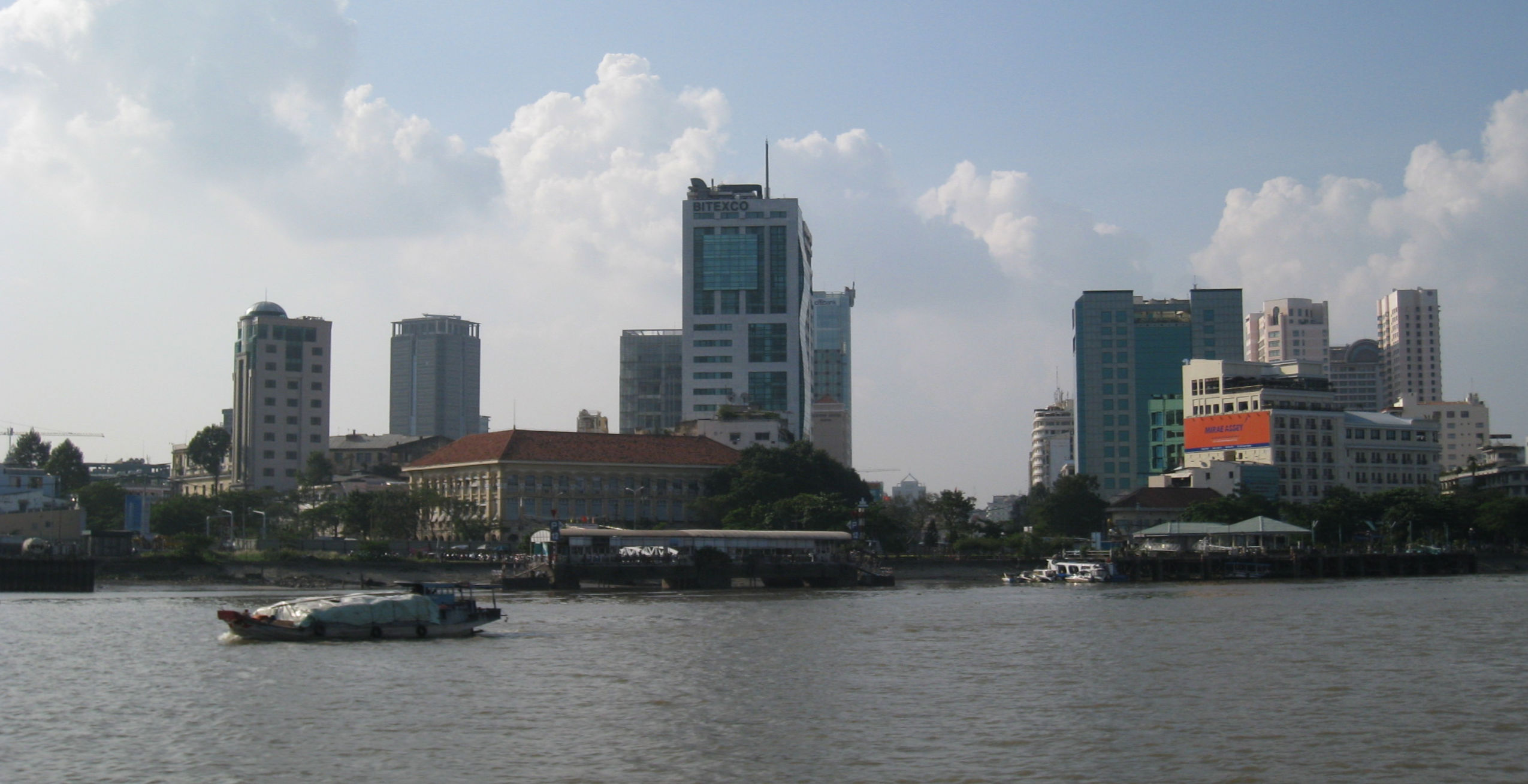
Центр Хошимина, вид с реки Сайгон

Поначалу назывался Прей-Нокор и был крупнейшим портом Камбоджи послеангкорского периода. После завоевания этого района вьетнамцами в 1698 году и до 1975 года носил название Сайго́н (вьет. Sài Gòn, тьы-ном 西貢, по названию реки, на которой расположен). Переименован в честь первого президента Вьетнама Хо Ши Мина (согласно правилам транслитерации вьетнамские географические названия пишутся слитно). В то же время в разговорном вьетнамском языке название «Сайгон» по-прежнему распространено.

## География и климат
Хошимин расположен на юге Вьетнама, в 1719 км к югу от столицы страны, города Ханоя. Средняя высота города над уровнем моря: 19 м. Площадь города составляет 2096 км². Через центр города проходит река Сайгон, на востоке — Нябе.
Климат Хошимина — субэкваториальный. Чётко выражены влажный сезон (с мая по ноябрь) и сухой сезон (с декабря по апрель). Среднегодовая температура весьма высока и составляет 29 °С, среднемесячная температура меняется от 28 °C в декабре до 31 °C в апреле. Средняя влажность воздуха: 78,3 %. Среднегодовой уровень осадков: 1653 мм.
| Показатель                                        | Янв. | Фев. | Март | Апр. | Май  | Июнь | Июль | Авг. | Сен. | Окт. | Нояб. | Дек. | Год  |
| ------------------------------------------------- | ---- | ---- | ---- | ---- | ---- | ---- | ---- | ---- | ---- | ---- | ----- | ---- | ---- |
| Средний суточный максимум, °C                     | 32,0 | 32,7 | 33,6 | 34,5 | 34,9 | 33,5 | 33,0 | 32,9 | 32,6 | 32,3 | 32,4  | 31,6 | 33,0 |
| Средняя температура, °C                           | 27,7 | 27,9 | 29,3 | 30,5 | 30,7 | 29,5 | 29,1 | 29,0 | 28,8 | 28,7 | 28,7  | 27,8 | 29,0 |
| Средний суточный минимум, °C                      | 23,4 | 23,1 | 24,9 | 26,4 | 26,4 | 25,5 | 25,2 | 25,1 | 25,0 | 25,0 | 24,9  | 23,9 | 24,9 |
| Норма осадков, мм                                 | 12   | 8    | 18   | 57   | 202  | 224  | 231  | 219  | 273  | 240  | 128   | 41   | 1653 |
| Источник: Всемирная метеорологическая организация |      |      |      |      |      |      |      |      |      |      |       |      |      |

## Население

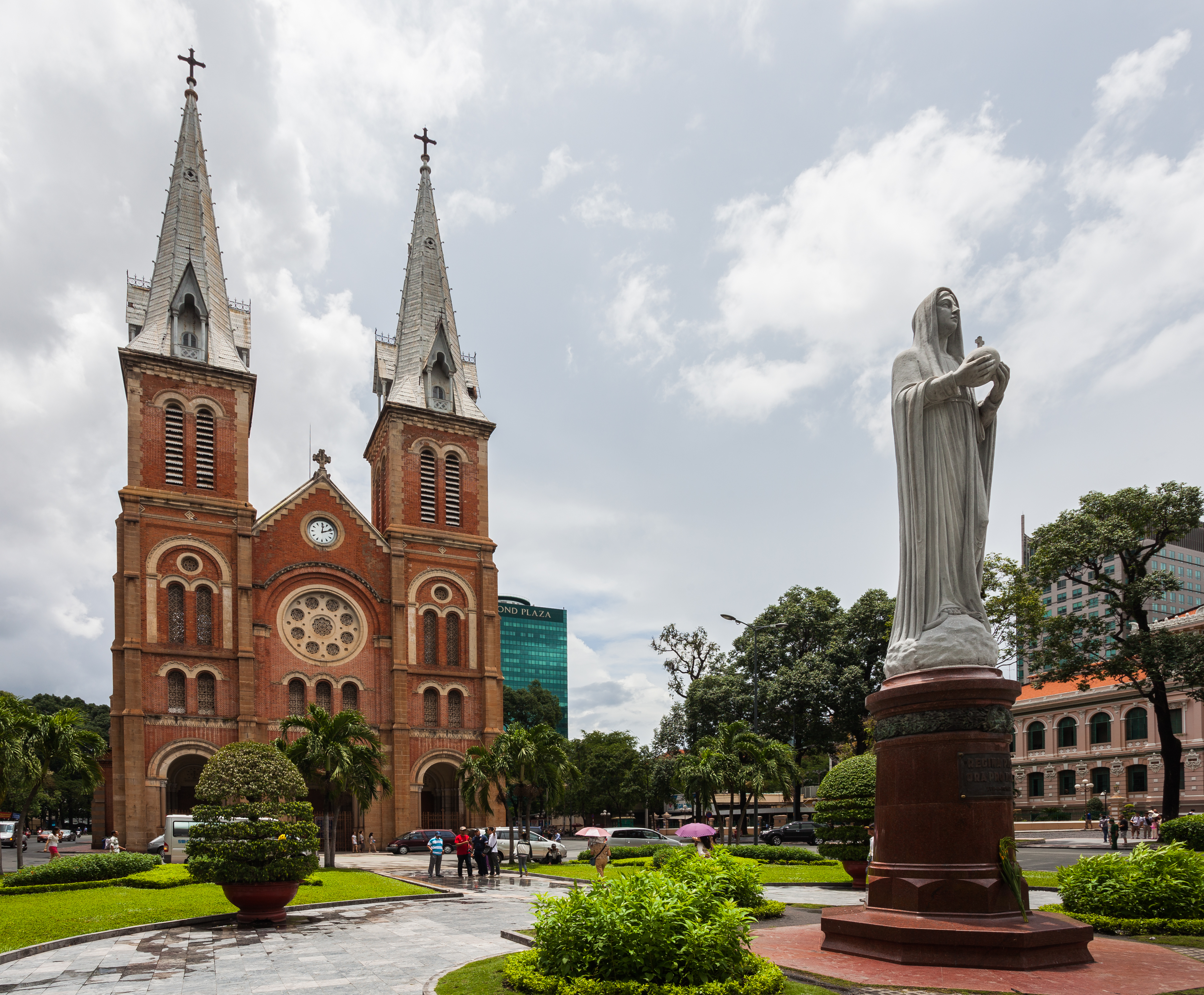
Базилика Нотр-Дам

По состоянию на 2019 год в Хошимине проживало 8 993 082 человек (в том числе 4612 тыс. женщин и 4381 тыс. мужчин). В 2012 году — 7 681 700 человек (в том числе 4 034 тыс. женщин и 3 647 тыс. мужчин), плотность населения составляла 3666 чел/км². Городское население Хошимина насчитывало 6 384 500 человек, сельское — 1 297 200 человек. В 1995 году население Хошимина составляло 4 640 400 человек, в 2000 году — 5 274 900 человек, в 2005 году — 6 230 900 человек, в 2010 году — 7 378 000 человек. Уровень рождаемости сократился с 15,9 ‰ в 2005 году до 13,1 ‰ в 2011 году, а уровень смертности вырос с 4 ‰ в 2005 году до 5,6 ‰ в 2011 году (6,3 ‰ в 2012 году). Таким образом, темп естественного прироста населения в Хошимине сократился с 11,9 ‰ в 2005 году до 7,4 ‰ в 2011 году (6,9 ‰ в 2012 году).
Суммарный коэффициент рождаемости в 2012 году был 1,33 (в среднем по стране — 2,05), а в 2005 году — 1,52 (в среднем по стране — 2,11). Хошимин является одним из самых густонаселённых городов мира, плотность населения в центральных районах (без учёта сельских уездов) составляет 9 450 человек на квадратный километр.
Около 94,77 % населения составляют вьеты, 4,27 % — китайцы (хоа), 0,56 % — кхмеры, 0,12 % — тямы. Район Тёлон является центром самой большой китайской общины Вьетнама. Среди хоа распространены диалекты юэ, чаошань, хокло, хайнань и хакка. Широкое распространение среди горожан имеют английский и французский (у старшего поколения) языки. Буддизм (включая элементы даосизма, конфуцианства и других школ) исповедуют более 80 % горожан, католицизм — около 10 %, атеистами себя считают около 7 % населения города. Также имеются небольшие общины последователей хоахао, каодай, протестантизма, ислама, индуизма и бахаизма.

## Административное деление
Хошимин имеет статус города центрального подчинения, что означает уровень провинции.
Административно Хошимин делится на 19 городских районов (quận) и 5 сельских уездов (huyện). Районы Хошимина включают в себя 259 городских кварталов, уезды — 63 сельские общины:
| №                | Район     | Вьетнамское название | Население (2003) | Плотность (чел/км²) | Население (2010) | Плотность (чел/км²) | Прирост населения (%, 2003—2010) | Площадь (км²) |
| ---------------- | --------- | -------------------- | ---------------- | ------------------- | ---------------- | ------------------- | -------------------------------- | ------------- |
| Городские районы |           |                      |                  |                     |                  |                     |                                  |               |
| 1                | Биньтан   | Bình Tân             | 311 514          | 5 990               | 595 335          | 11 473              | 91,54                            | 52            |
| 2                | Биньтхань | Bình Thạnh           | 423 020          | 20 144              | 470 054          | 22 642              | 12,40                            | 21            |
| 3                | Говап     | Gò Vấp               | 433 287          | 21 664              | 548 145          | 27 768              | 28,18                            | 20            |
| 4                | Фунюан    | Phú Nhuận            | 181 243          | 36 248              | 175 175          | 35 897              | -0,97                            | 5             |
| 5                | Район 1   | Quận 1               | 221 509          | 27 688              | 187 435          | 24 248              | -12,42                           | 8             |
| 6                | Район 2   | Quận 2               | 108 610          | 2 172               | 140 621          | 2 827               | 30,16                            | 50            |
| 7                | Район 3   | Quận 3               | 247 767          | 49 553              | 188 945          | 38 403              | -22,50                           | 5             |
| 8                | Район 4   | Quận 4               | 206 937          | 51 734              | 183 261          | 43 842              | -15,25                           | 4             |
| 9                | Район 5   | Quận 5               | 210 993          | 52 748              | 174 154          | 40 785              | -22,68                           | 4             |
| 10               | Район 6   | Quận 6               | 283 794          | 40 542              | 253 474          | 35 254              | -13,04                           | 7             |
| 11               | Район 7   | Quận 7               | 147 906          | 4 108               | 274 828          | 7 700               | 87,44                            | 36            |
| 12               | Район 8   | Quận 8               | 342 278          | 18 014              | 418 961          | 21 844              | 21,26                            | 19            |
| 13               | Район 9   | Quận 9               | 166 680          | 1 462               | 263 486          | 2 311               | 58,07                            | 114           |
| 14               | Район 10  | Quận 10              | 258 706          | 43 117              | 232 450          | 40 638              | -5,75                            | 6             |
| 15               | Район 11  | Quận 11              | 312 515          | 62 503              | 232 536          | 45 241              | -27,62                           | 5             |
| 16               | Район 12  | Quận 12              | 239 610          | 4 521               | 427 083          | 8 092               | 78,99                            | 53            |
| 17               | Танбинь   | Tân Bình             | 425 136          | 19 324              | 430 436          | 19 565              | 1,25                             | 22            |
| 18               | Танфу     | Tân Phú              | 335 389          | 20 962              | 407 924          | 25 400              | 21,17                            | 16            |
| 19               | Тхудык    | Thủ Đức              | 259 151          | 5 399               | 455 899          | 9 546               | 76,81                            | 48            |
| Сельские уезды   |           |                      |                  |                     |                  |                     |                                  |               |
| 20               | Биньтянь  | Bình Chánh           | 246 938          | 976                 | 447 291          | 1 770               | 81,35                            | 253           |
| 21               | Канзё     | Cần Giờ              | 65 328           | 93                  | 70 697           | 100                 | 7,53                             | 704           |
| 22               | Кути      | Củ Chi               | 269 702          | 620                 | 355 822          | 819                 | 32,10                            | 435           |
| 23               | Хокмон    | Hóc Môn              | 222 055          | 2 037               | 358 640          | 3 285               | 61,27                            | 109           |
| 24               | Нябе      | Nhà Bè               | 69 389           | 694                 | 103 793          | 1 038               | 49,57                            | 100           |
| Всего            | Всего     | Всего                | 5 989 457        | 2 857               | 7 396 446        | 3 531               | 23,59                            | 2096          |

Как видно из таблицы, наиболее населёнными районами являются Биньтан, Говап и Биньтхань, наименее населёнными — уезды Канзё, Нябе и район 5; наибольшая плотность населения наблюдается в районах 11, 4 и 5, наименьшая — в уездах Канзё, Кути и Нябе; за последние годы численность населения наиболее всего сократилась в районах 11, 5 и 3, выросла — в районах Биньтан, 7 и уезде Биньтянь.

### Краткая характеристика районов и уездов

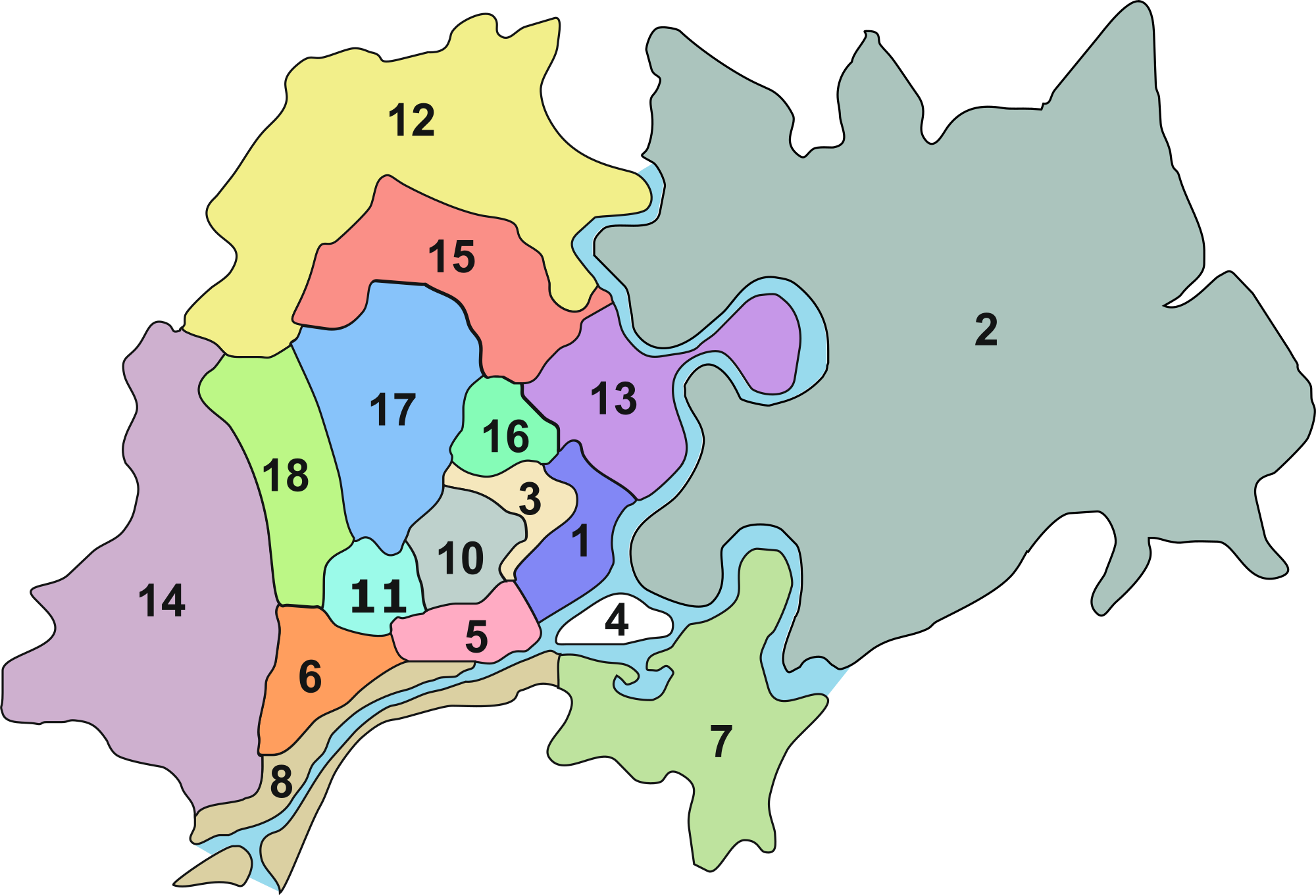
Городские районы Хошимина

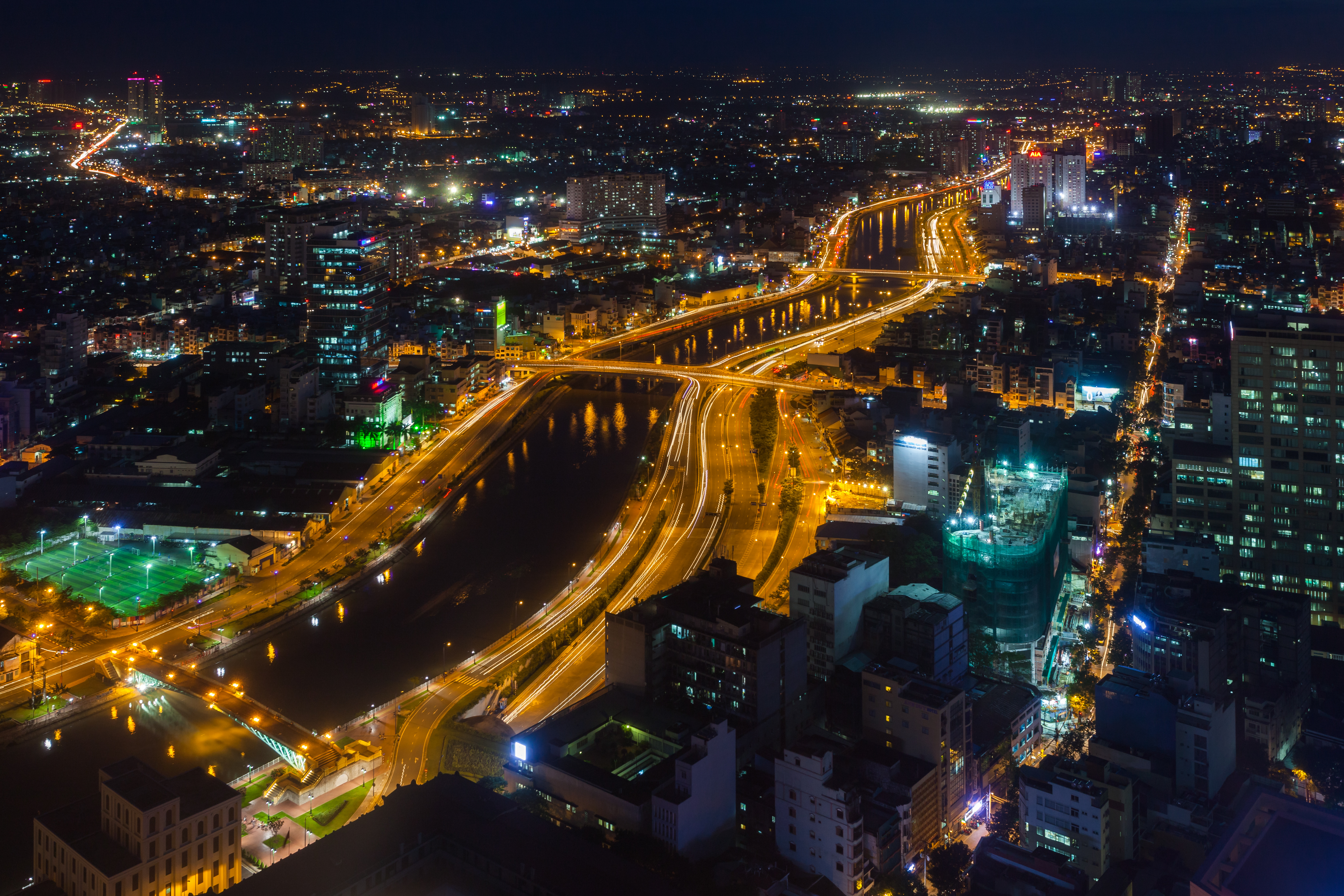
Ночной вид города

1. Район 1 — центральный административный и финансово-деловой район города, место сосредоточения офисов, отелей, консульств иностранных государств и учебных заведений. Самый богатый район Хошимина, привлекающий наибольшее число туристов своими историческими зданиями и достопримечательностями (базилика Нотр-Дам, Оперный театр, Центральный почтамт, Мэрия, Дворец воссоединения, отель «Рекс», зоопарк и ботанический сад). Вокруг улицы Đồng Khởi и бульвара Nguyễn Huệ расположена главная торговая зона города с множеством торговых центров и дорогих брендовых магазинов[24].
2. Район 2 — новый жилой, деловой и торговый район высотной застройки (Thu Thiem New Urban Area), соединён с центром и соседними районами автомобильными мостами и туннелем, а также линией метро. Здесь находятся офисный комплекс VIJA Park, высотные жилые комплексы Cantavil, Diamond Island, Thao Dien Pearl и An Phu An Khanh[25][26].
3. Район 3 — густонаселённый жилой район, знаменитый своими виллами в колониальном стиле, буддистскими и даосскими пагодами и храмами, а также Музеем жертв войны. Здесь расположены главный железнодорожный вокзал, кампус Экономического университета Хошимина, имеется значительная китайская община[27].
4. Район 4 — густонаселённый жилой район, известный несколькими музеями. Здесь расположены старые причалы сайгонского порта[28].
5. Район 5 — густонаселённый жилой район со значительной китайской общиной (часть территории занята китайским кварталом Тёлон). Много средних и высших учебных заведений, развита розничная торговля (особенно рынки) и сеть больниц, среди старой застройки появляются высотные жилые здания, отели и офисы (Cinco Tower, Hung Vuong Plaza и Thuan Kieu Plaza)[29].
6. Район 6 — густонаселённый жилой район со значительной китайской общиной (часть территории занята китайским кварталом Тёлон). Среди старой застройки появляются высотные жилые здания, отели и офисы (Richland Emerald)[30].
7. Район 7 — новый жилой, торговый и промышленный район, соединён с соседним районом 2 мостом через реку Сайгон. Здесь находятся Tan Thuan Export Processing Zone, современный жилой район Phu My Hung (или Saigon South), предназначенный для среднего и высшего класса вьетнамцев и иностранцев, высотные жилые комплексы Dragon City, Sunrise City, The Everrich, Kenton и Riviera Point, офисный комплекс Petroland Tower, много средних и высших учебных заведений, в том числе международных (университет Ton Duc Thang)[31].
8. Район 8 — густонаселённый жилой район, тянущийся по обоим берегам реки[32].
9. Район 9 — новый жилой, деловой и промышленный район, здесь находятся Saigon Hi-Tech Park, высотный жилой комплекс Richland Hill. Также район известен большим развлекательным парком Suối Tiên[33].
10. Район 10 — густонаселённый жилой район, известный кварталами домов и храмов старой постройки. Здесь расположен кампус Технологического университета Хошимина[34].
11. Район 11 — густонаселённый жилой район, известный кварталами домов и храмов старой постройки, а также парком развлечений Đầm Sen. Появляются высотные жилые здания, отели и офисы (Flemington Tower)[35].
12. Район 12 — новый жилой и деловой район, здесь базируются Quang Trung Software City, специализирующийся на производстве программного обеспечения, и несколько технологических учебных заведений[36].
13. Район Биньтхань — жилой район, известен туристической деревней Bình Quới, расположенной на берегу реки. Здесь находятся крупнейший в городе автовокзал Mien Dong (или Восточный), кампус Хошиминского транспортного университета, высотные жилые комплексы Saigon Pearl и City Garden, встречаются кварталы домов и храмов старой постройки[37].
14. Район Биньтан — новый жилой район, где оседают многочисленные рабочие мигранты из сельской местности. Здесь встречаются старинные буддистские пагоды и кварталы сельской застройки[38].
15. Район Говап — жилой район, здесь расположен кампус Хошиминского промышленного университета, встречаются кварталы домов и храмов старой постройки[39].
16. Район Фунюан — густонаселённый жилой район, имеется небольшая мусульманская община, встречаются как высотная застройка, так и кварталы домов и храмов старой постройки[40].
17. Район Танбинь — жилой район, здесь расположены аэропорт Таншоннят, много средних и высших учебных заведений[41].
18. Район Танфу — жилой район, здесь встречаются кварталы домов и храмов старой постройки[42].
19. Район Тхудык — новый жилой и промышленный район, здесь расположены городок Вьетнамского национального университета и военная академия[43].

- Уезд Биньтянь — новый жилой пригород Хошимина со значительным числом кварталов сельской застройки[44].
- Уезд Хокмон — новый жилой пригород Хошимина со значительным числом кварталов сельской застройки[45].
- Уезд Кути — жилой и промышленный пригород Хошимина со значительным числом кварталов сельской застройки (имеются плантации гевеи). Здесь расположены Tan Phu Trung Industrial Park, а также тоннели Кути и мемориальный храм Bến Dược, привлекающие многочисленных туристов[46].
- Уезд Нябе — жилой пригород Хошимина со значительным числом кварталов сельской застройки, имеются участки мангровых лесов[47].
- Уезд Канзё — преимущественно сельский округ со значительными общинами кхмер-кромов и тямов. Часть территории уезда занимают заповедные мангровые леса, популярны морские пляжи[48].

## Экономика

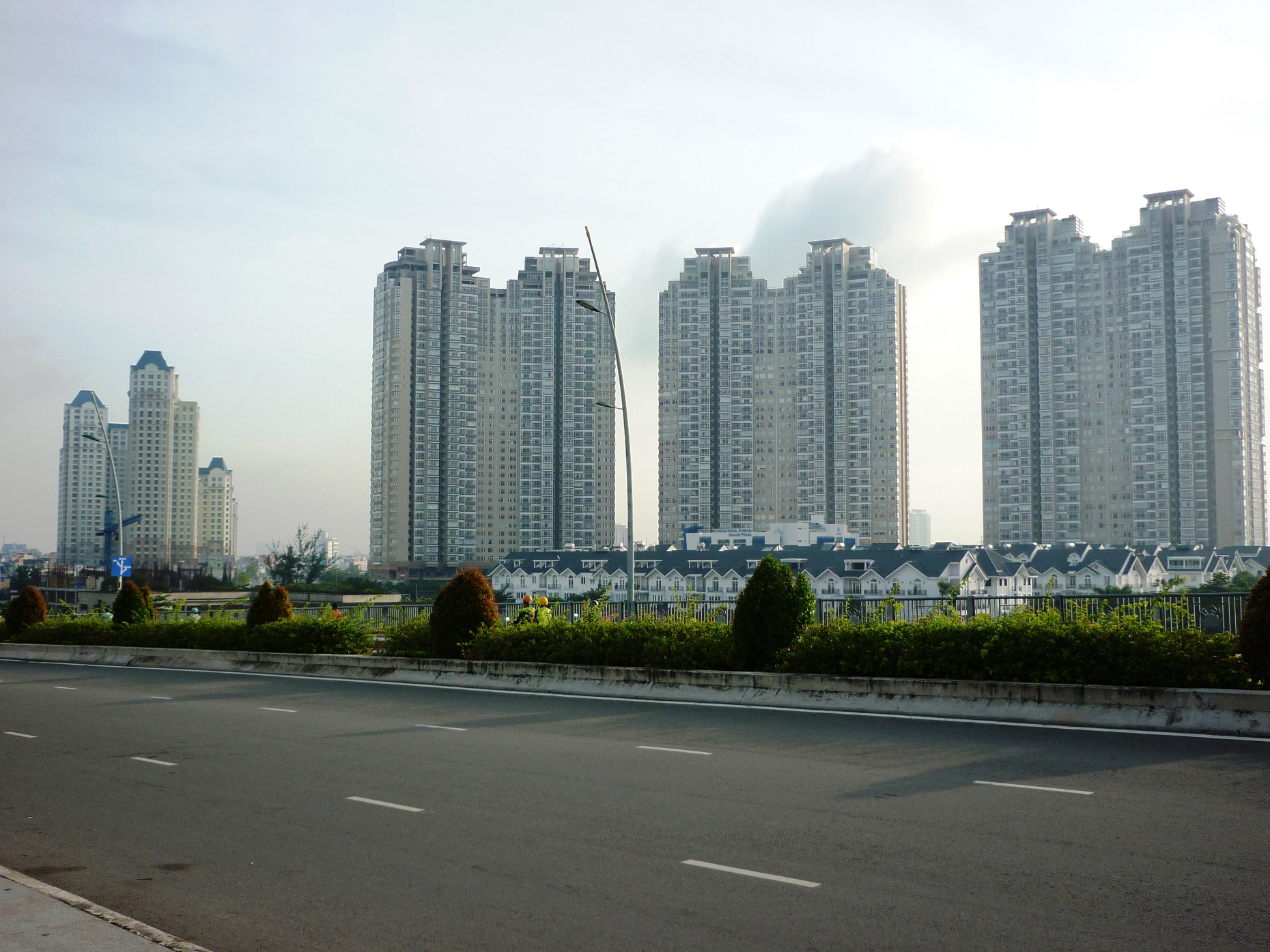
Жилой комплекс Saigon Pearl

Хошимин является наиболее важным экономическим и транспортным центром Южного Вьетнама и привлекает существенную долю иностранных инвестиций, направляющихся в страну. Более 60 % капиталовложений в экономику приходится на иностранные инвестиции, около трети — на государственный сектор, остальное — на частный вьетнамский капитал. Сфера услуг составляет 51,1 % экономики Хошимина, промышленность и строительство — 47,7 %, сельское хозяйство, рыболовство и лесоводство — 1,2 %. На начало 2012 года 34,3 % земель использовались под сельское хозяйство (71,8 га), 16,3 % — под лесное хозяйство (34,1 га), 15,7 % — под специальные нужды (33 га) и 11,5 % — под приусадебные участки (24 га).
Несмотря на кризис рынка недвижимости, который пришёлся на 2011—2012 года, строительная отрасль Хошимина играет важную роль в экономике города. Здесь возводятся крупные жилые и офисные комплексы, отели, торговые центры, промышленные зоны, объекты транспортной и энергетической инфраструктуры, в том числе и с участием частного капитала из Сингапура, Южной Кореи, Японии, Гонконга, Малайзии и Таиланда.
В последние годы в городе активно развиваются электронная промышленность, телекоммуникации, секторы информационных и компьютерных технологий, научные исследования (TMA Solutions, VNG и FPT Group). Среди крупнейших иностранных инвестиций — завод микросхем Intel, завод компьютерных комплектующих Nidec, завод печатных плат и струйных принтеров Jabil Circuit, завод акустических деталей для мобильных телефонов Sonion, заводы бытовой электротехники и комплектующих Toshiba, Panasonic и Fujifilm, центр программного обеспечения Robert Bosch, исследовательский центр Hewlett-Packard.

### Промышленность
В 2010 году промышленный сектор Хошимина произвёл продукции на 32 млрд долл., что на 14,2 % больше, чем в предыдущем году. В городе развиты текстильная, швейная, кожевенно-обувная, пищевая (в том числе обработка морепродуктов и производство напитков), автосборочная, электронная, металлообрабатывающая, металлургическая, химическая, фармацевтическая, строительная, стекольная, керамическая, деревообрабатывающая, мебельная промышленность, а также производство электроэнергии, стройматериалов, различного промышленного и офисного оборудования, изделий из пластмассы и резины, ювелирных изделий. Около 60 % объёма промышленного производства приходится на четыре ключевые сегмента: машиностроение и промышленное оборудование; химические продукты, пластик и резина; электроника и информационные технологии; продукты питания и напитки. Здесь находится около 300 тыс. мелких, средних и крупных предприятий. В промзоне Ba Son работают несколько судостроительных верфей. В районе Тхудык работает крупная теплоэлектростанция, использующая нефтепродукты. Часть электроэнергии для нужд Хошимина поставляет энергетический комплекс Phú Mỹ, расположенный в провинции Бариа-Вунгтау.
В Хошимине базируются некоторые из крупнейших вьетнамский компаний, в том числе PetroVietnam Gas (газовая промышленность), Saigon Jewelry Holding и Phu Nhuan Jewelry Company (ювелирные изделия), Isuzu Vietnam, World Auto и Mekong Auto (автомобили), Vinamilk (молочные продукты), Sabeco (пиво), Kinh Do Corporation (кондитерские изделия и безалкогольные напитки), Viettronics Thu Duc (бытовая электротехника), SACOM (электрические и телекоммуникационные кабели), PEB Steel (металлоконструкции), Binh Minh Plastic (пластмассы), Casumina (шины), Savimex (мебель), Phu Phong Glass (стекло).
Из-за более дешёвой рабочей силы, арендной платы и менее строгих экологических норм многие иностранные компании открывают свои предприятия в провинциях, примыкающих к Хошимину, например, в Биньзыонг (Panasonic, Nike, Adidas, H&M, Colgate-Palmolive, McDonald’s), Донгнай (Robert Bosch, Toshiba, POSCO, PepsiCo, Nestlé) и Бариа-Вунгтау.

### Торговля
В Хошимине работает более 170 крупных и средних рынков (самые известные — Ben Thanh, Binh Tay и Russian Market), тысячи уличных и «ночных» рынков, а также современные торговые центры, сети супермаркетов и гипермаркетов. Оживлёнными торговыми магистралями являются улицы Nguyen Trai, Dong Khoi, Le Loi, Ly Tu Trong, Hai Ba Trung, Le Van Sy, Ton That Thiep, Le Duan, Le Thanh Ton, Nam Ky Khoi Nghia и Nguyen Van Cu. Среди крупнейших иностранный инвесторов в отрасль выделяются малайзийская сеть универмагов Parkson, южнокорейская сеть универмагов Lotte Shopping, тайская сеть супермаркетов Big C, немецкая сеть супермаркетов Metro Cash & Carry.
Среди крупнейших торговых центров — Diamond Plaza (район 1), Vincom Center (район 1), Saigon Centre (район 1), Saigon Tax Trading Centre (район 1), Zen Plaza (район 1), NOWZONE Fashion Mall (район 1), Parkson Plaza (район 1), Opera View (район 1), Saigon Square (район 1), An Dong Plaza (район 5), The Crescent Mall (район 7), Parkson Paragon (район 7), Lotte Mart (район 7).

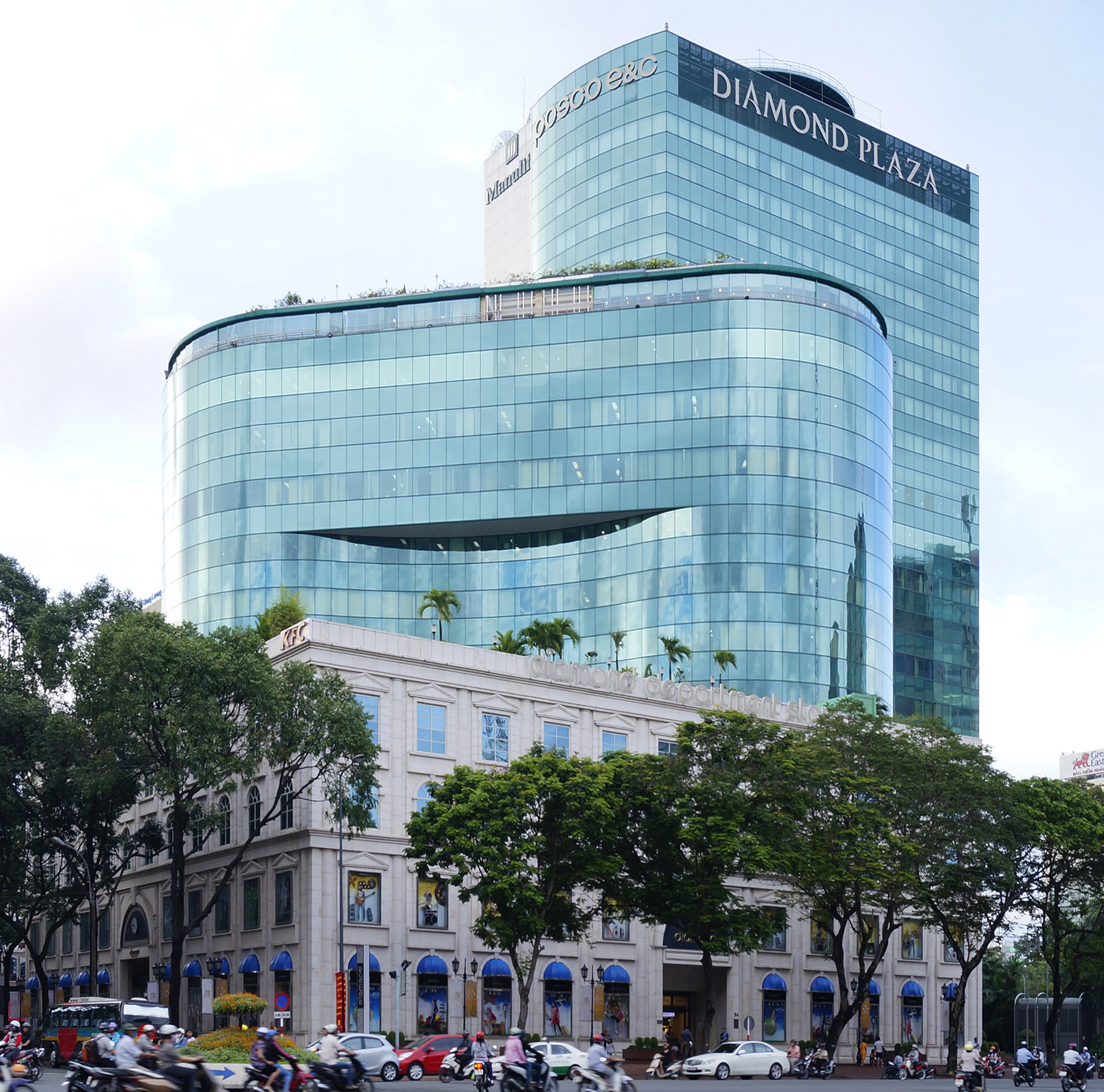
Diamond Plaza
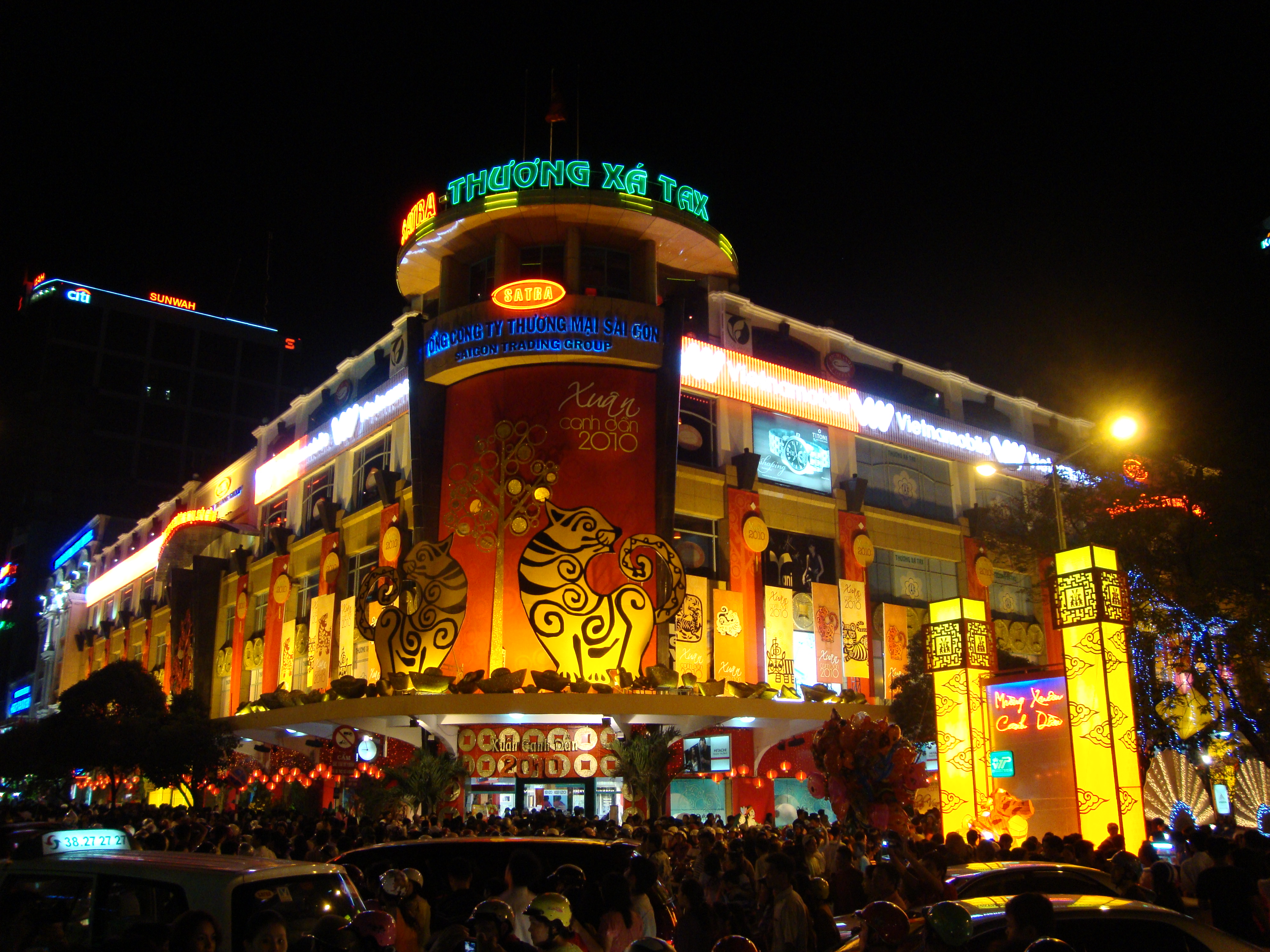
Saigon Tax Trading Centre
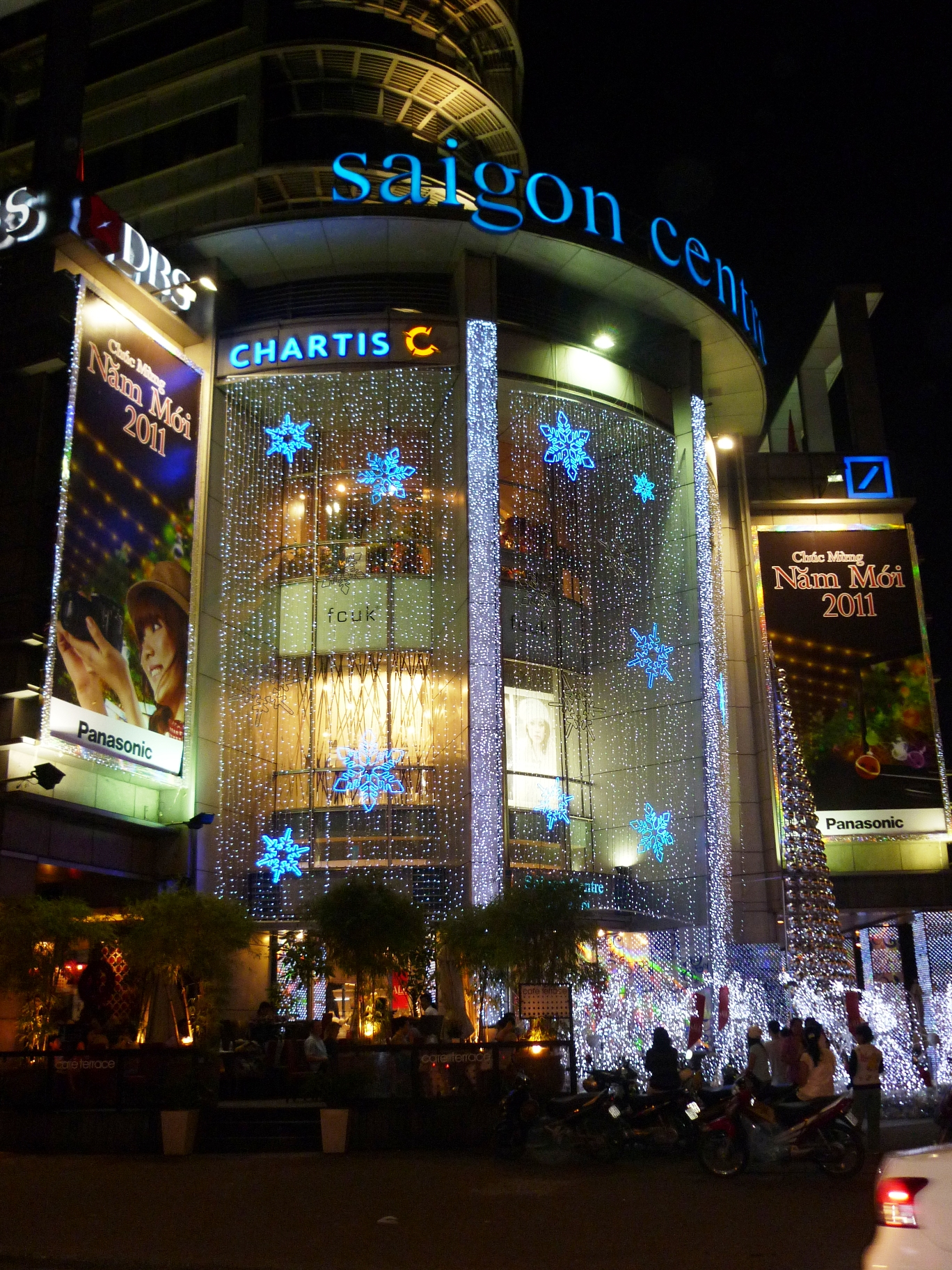
Saigon Centre
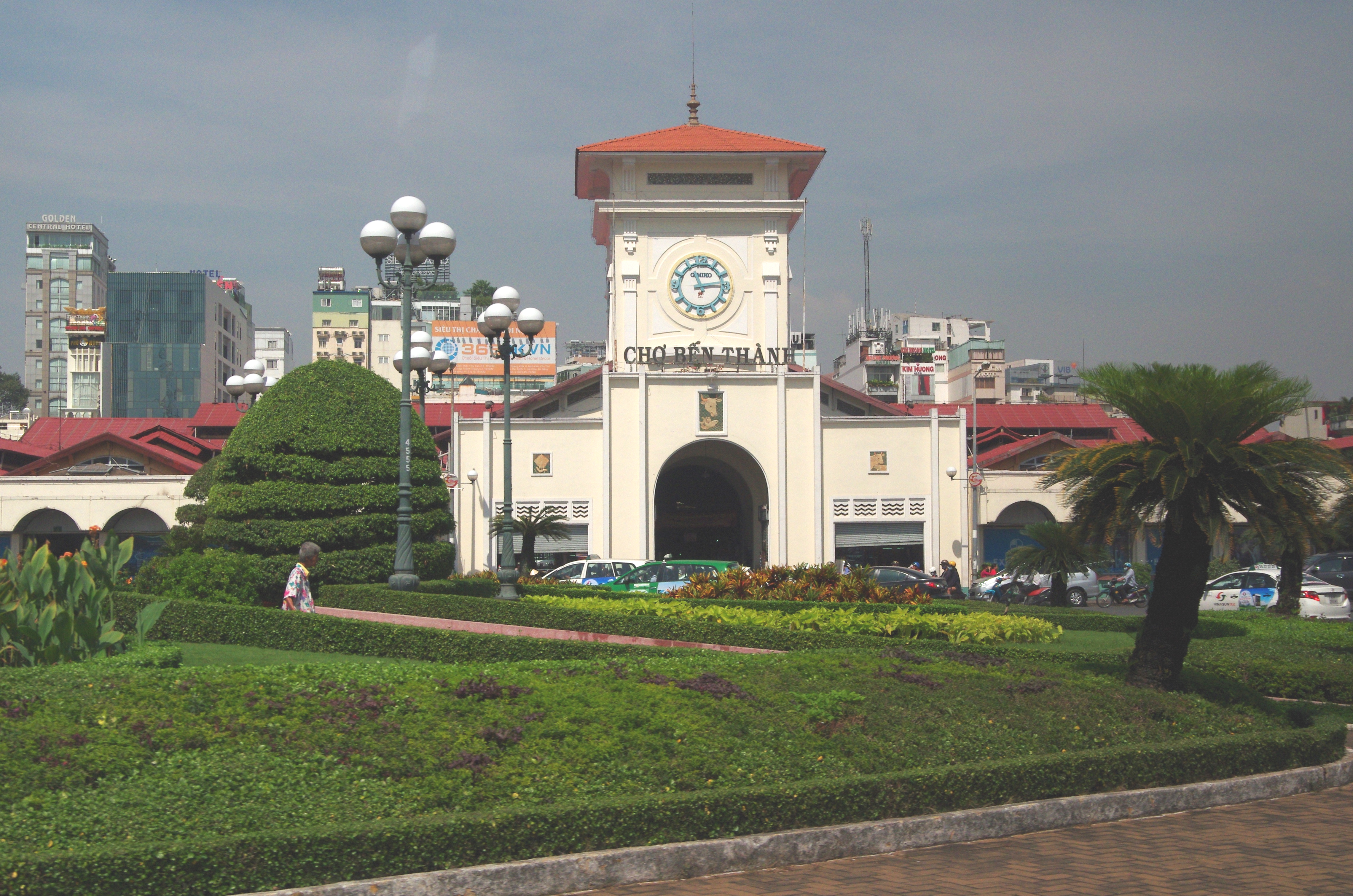
Рынок Бен Тхань, 2015 год

### Финансы
В Хошимине расположены Фондовая биржа Хошимина, штаб-квартиры Asia Commercial Bank и Orient Commercial Joint Stock Bank, а также региональные офисы международных банков HSBC, Standard Chartered, Australia and New Zealand Banking Group, Citigroup, JPMorgan Chase, Maybank и Bank of China.

### Телекоммуникации
В Хошимине базируется телекоммуникационная компания S-Fone.

### Промышленные и технологические парки
В Хошимине созданы три промышленные экспортные зоны и 12 парков высоких технологий. Среди крупнейших проектов выделяются Quang Trung Software City, Saigon Hi-Tech Park и Tan Thuan Export Processing Zone.

## Транспорт

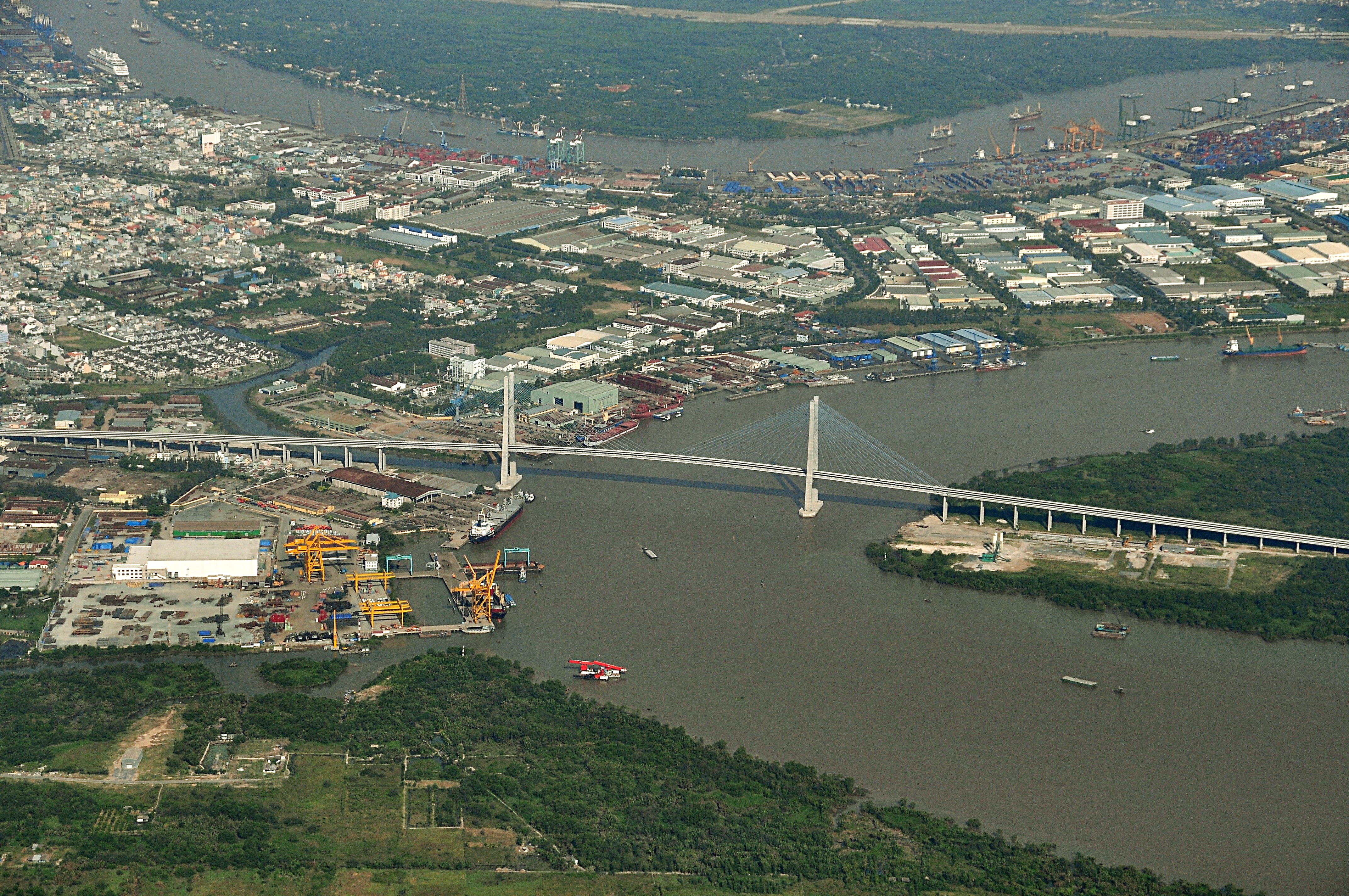
Речной порт Хошимина

### Авиационные перевозки

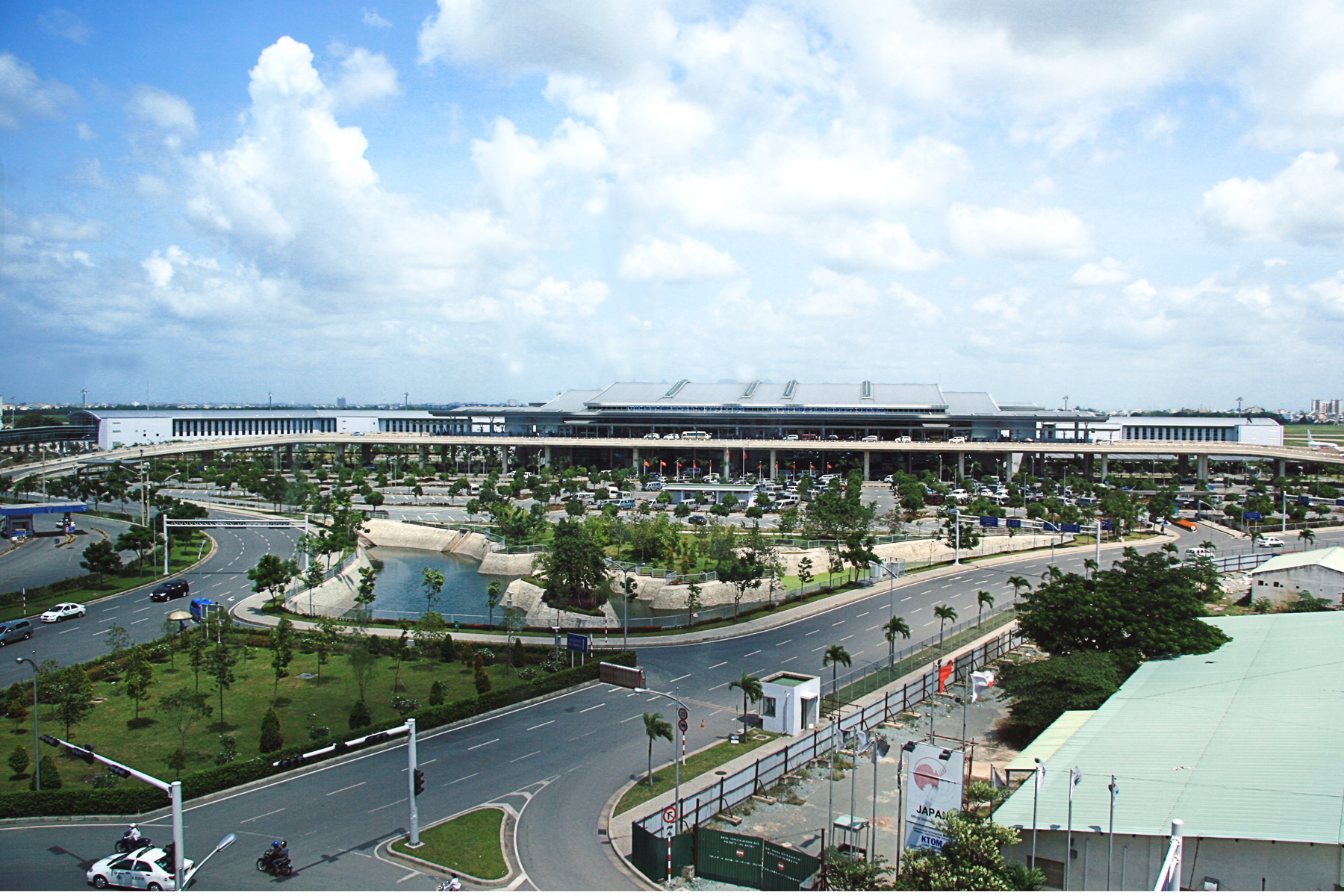
Международный аэропорт Таншоннят

Международный аэропорт Таншоннят — крупнейший в стране, обеспечивает более половины всего пассажирского аэротрафика страны. Принято решение о строительстве нового международного аэропорта Лонгтхань, который планируется закончить к 2025 году, а Таншоннят целиком переключится на внутренние маршруты.
В Хошимине базируются авиакомпании Vietnam Air Service Company, Jetstar Pacific Airlines и VietJet Air, а также компания Airports Corporation of Vietnam — государственный оператор всех гражданских аэропортов Вьетнама.

### Морские перевозки
В 2011 году речной порт Сайгона обработал 4,53 млн. TEU, в 2012 году — 6,4 млн. TEU. Часть портовых причалов была перемещена в глубоководный Тантхань на морском побережье (провинция Бариа-Вунгтау).

### Железнодорожные перевозки
Хошимин является важнейшим пунктом трансвьетнамской железной дороги Ханой — Хошимин.

### Метрополитен
С 22 декабря 2024 года в Хошимине открыт метрополитен из 1 линии с 7 станциями. Дальнейшее развитие (совместный вьетнамо-японский проект) предполагает ввод двух линий. Линия 1 будет состоять из подземного (2,6 км) и наземного (17,1 км) участков, которые соединят рынок Bến Thành (район 1) с автовокзалом Suối Tiên рядом с парком развлечений Suối Tiên (район 9). Линия 2 соединит рынок Bến Thành (район 1) со станцией Tham Luong (район 12) и будет включать в свой состав 9,6 км подземного участка.

### Автомобильные перевозки
Через Хошимин проходят национальные автострады QL1A (соединяет провинцию Лангшон с Камау) и QL51 (соединяет провинции Донгнай и Бариа-Вунгтау с Хошимином). В пределах Хошимина находятся автомобильные мосты Thủ Thiêm (2008) и Phú Mỹ (2009), а также подводный автомобильный туннель Thủ Thiêm (2011). Крупнейшим автобусным оператором выступает Saigon Passenger Transportation Company (SaigonBus).

## Культура

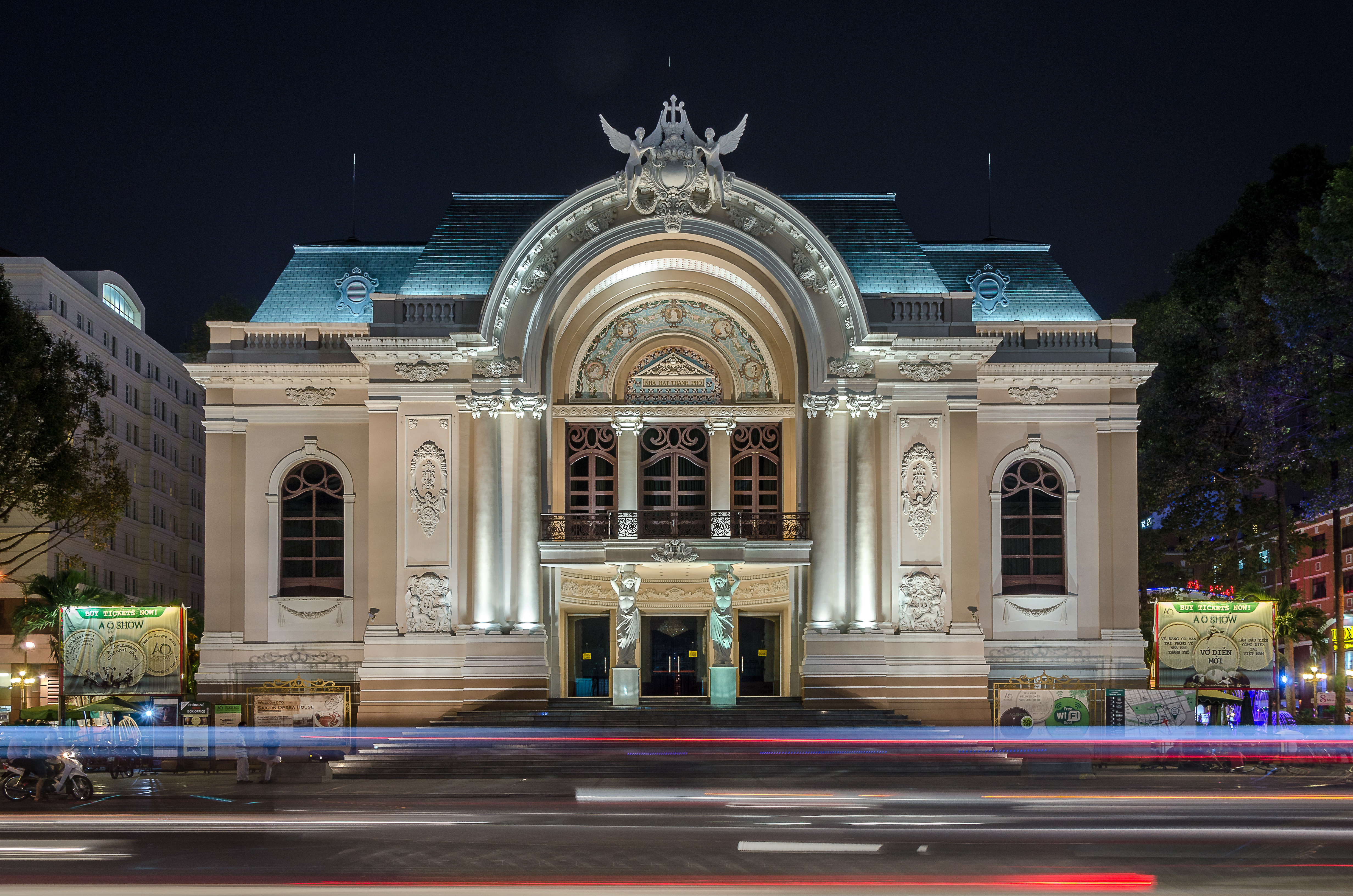
Оперный театр, 2015 год

## Туризм
В 2007 году Хошимин посетило около 3 млн иностранных туристов (приблизительно 70 % от всех иностранных туристов, посетивших Вьетнам), в 2010 году — 3,1 млн, в 2011 году — 3,5 млн. В 2010 году около 1,8 млн вьетнамцев выехали за рубеж через международный аэропорт Хошимина в туристических или деловых целях. По состоянию на 2010 год доход Хошимина от туризма и индустрии развлечений составил около 2,1 млрд долл., что на 17 % больше, чем в предыдущем году. В городе есть несколько музеев, включая Городской музей, Музей вьетнамской истории, Музей революции, Музей вооружённых сил Юго-Восточной Азии, Музей жертв войны, Музей женщин Юго-Восточной Азии, Музей изобразительных искусств, дом-музей Ня Ронг. Среди местных жителей также популярна туристическая деревня Бин Куой.
Среди крупнейших отелей международного класса — Sofitel Plaza, Rex, Sheraton, Park Hyatt, Saigon, Renaissance Riverside, Caravelle, New World, Lotte Legend, Windsor Plaza, InterContinental Asiana, Sherwood, Majestic, Novotel, Amara, Movenpick, Equatorial, Somerset Vista, Indochine Park Tower, Continental.

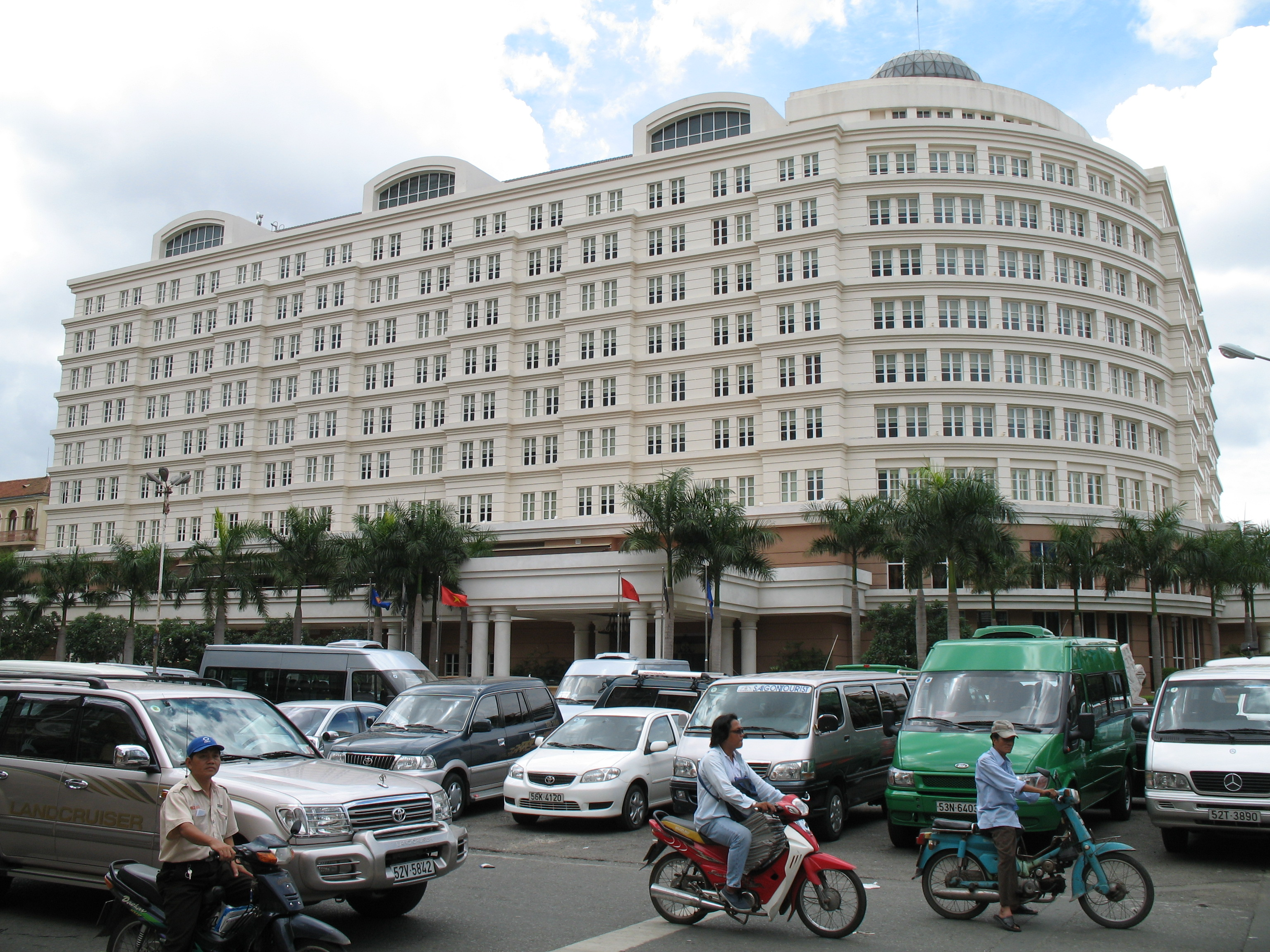
Park Hyatt
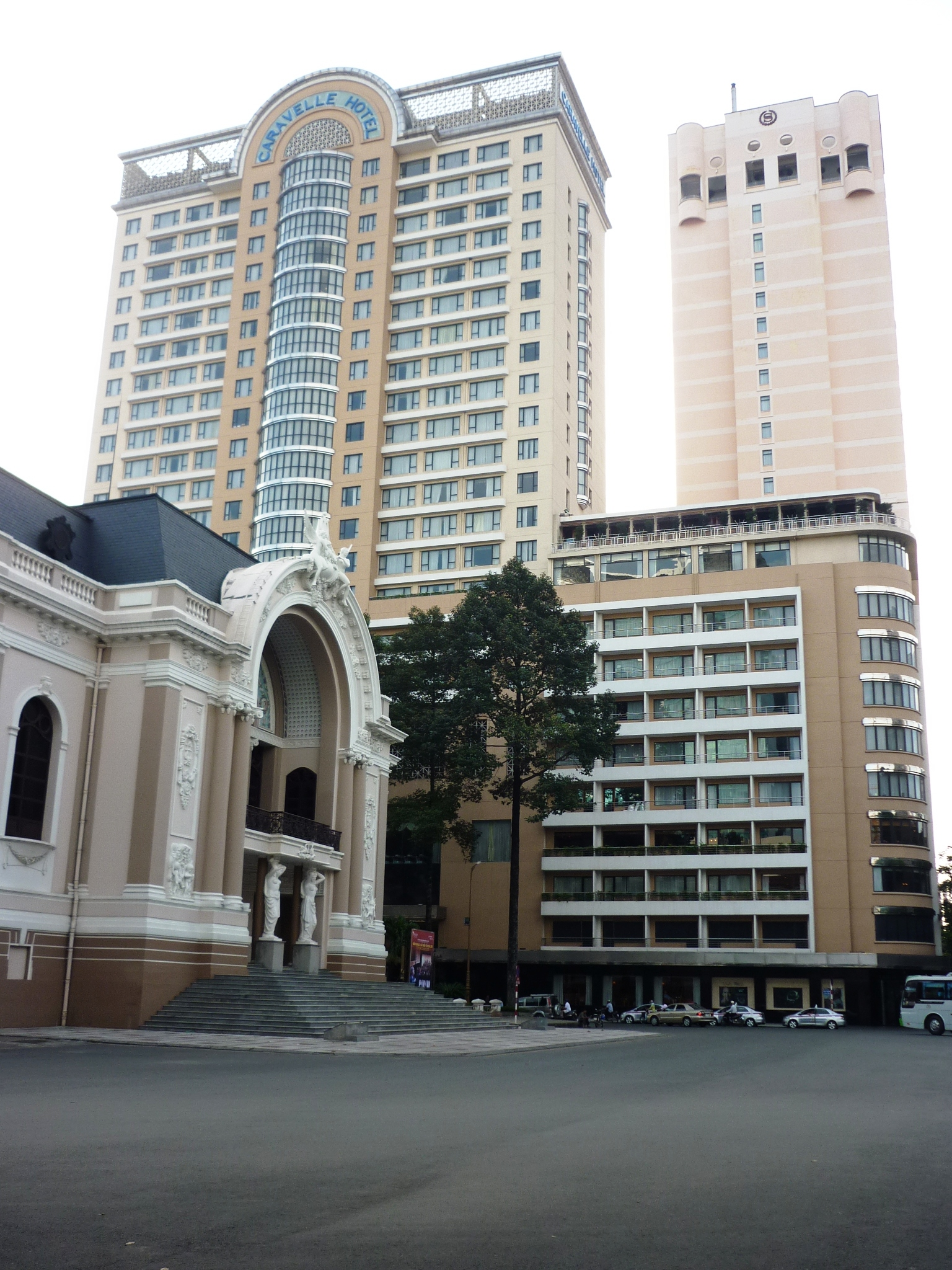
Caravelle
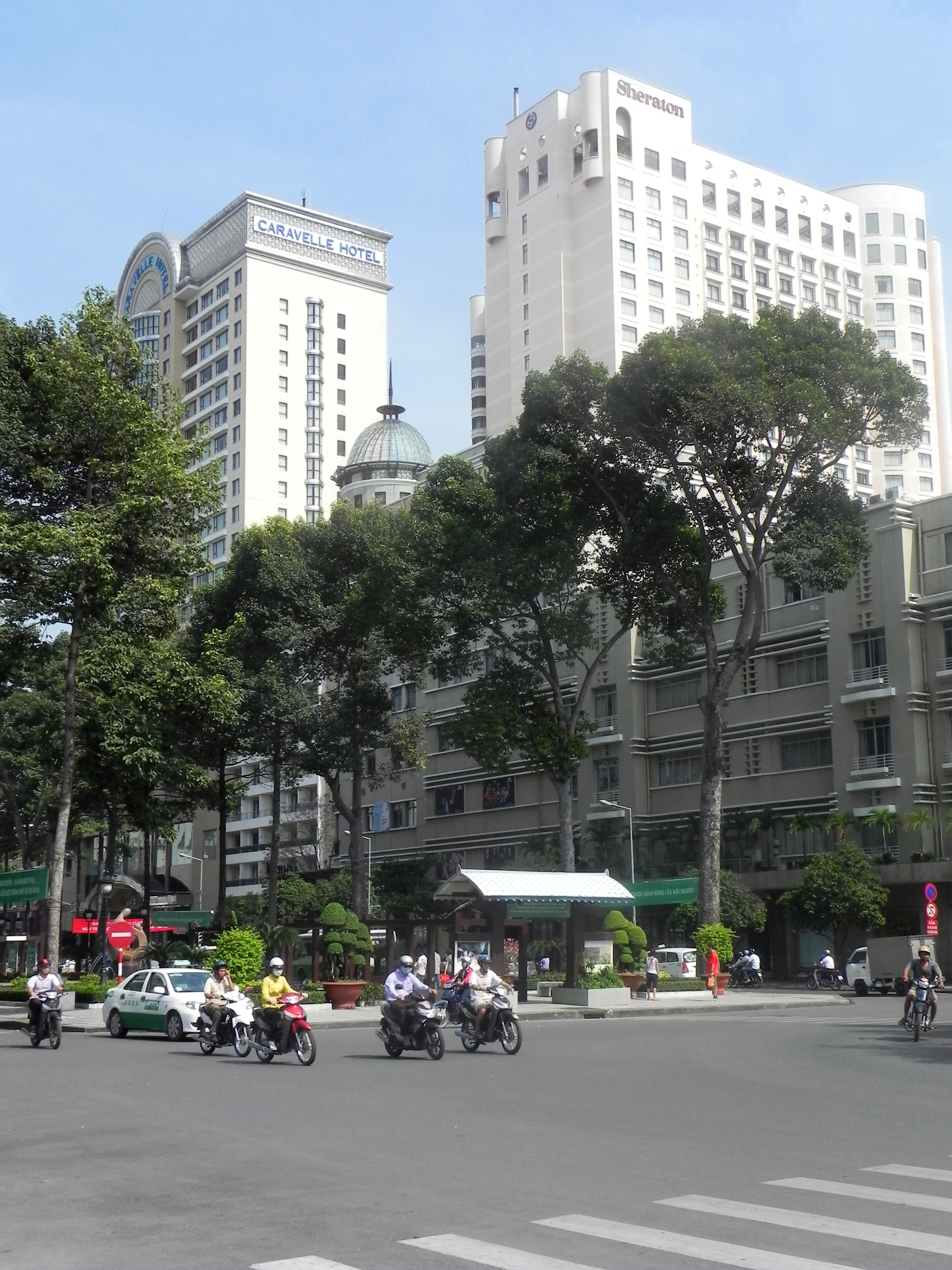
Sheraton
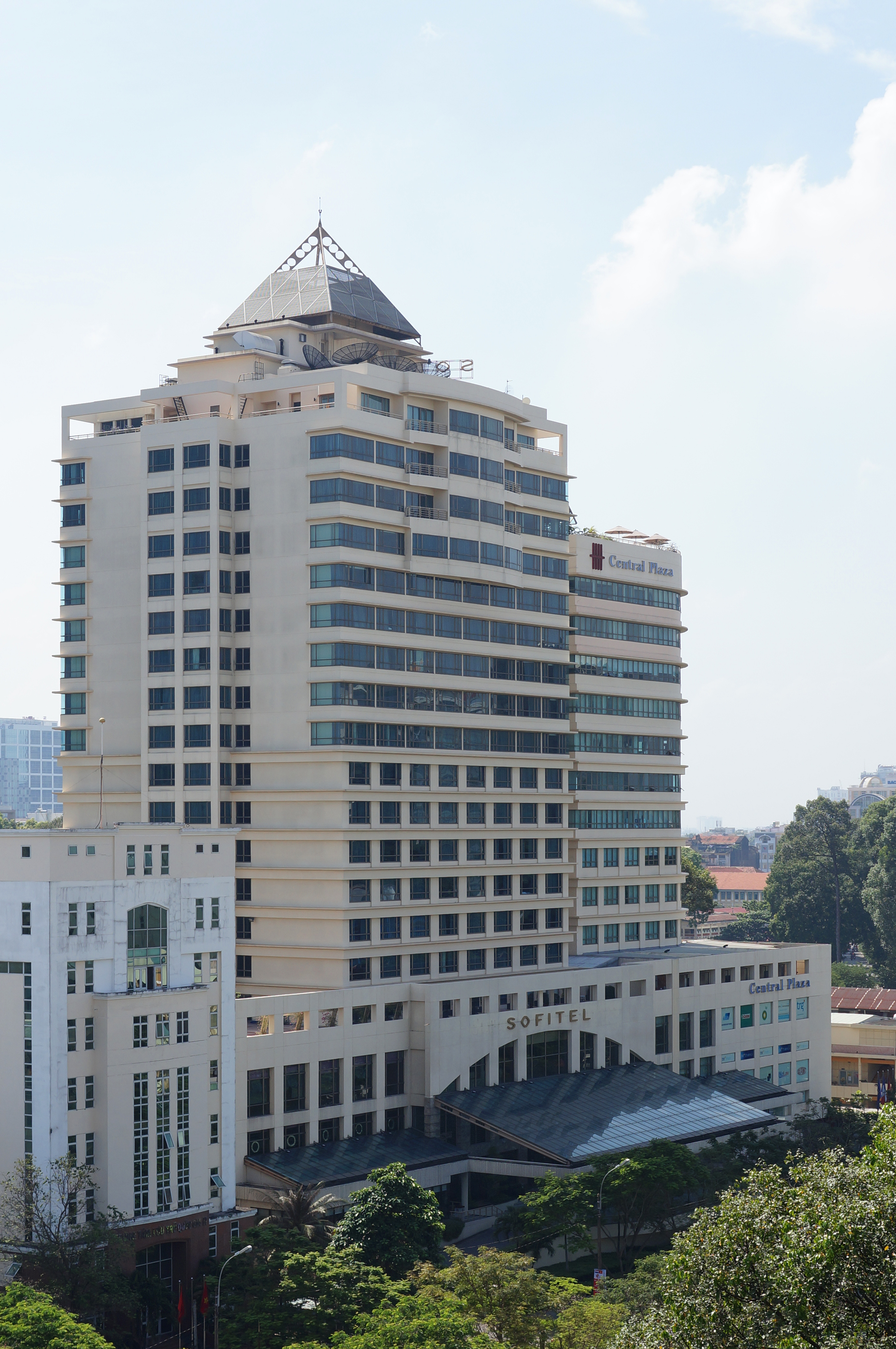
Sofitel
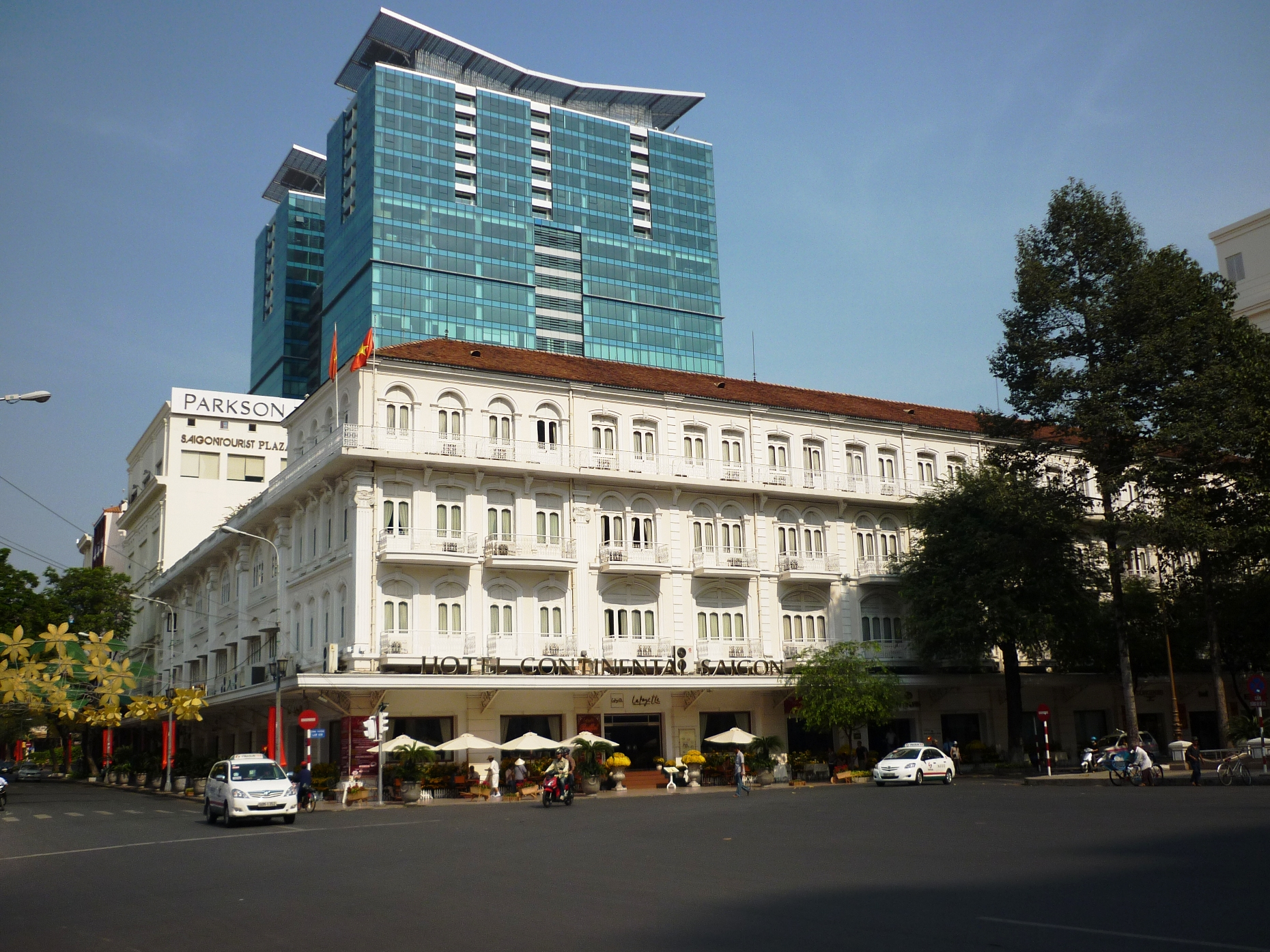
Continental

## Архитектура
Город бурно развивается: здесь появились как первые во Вьетнаме многоэтажные здания, так и классические небоскрёбы — Башня Bitexco (262 м), Vietcombank Tower (206 м), Saigon One Tower (195 м), Saigon Times Square (164 м), Petroland Tower (155 м), Dragon City (153 м), Saigon Trade Center (145 м), Sunrise City (140 м), Saigon Pearl (135 м), Lim Tower (125 м), Hung Vuong Plaza (120 м), City Garden (120 м), Diamond Island (113 м) и другие.

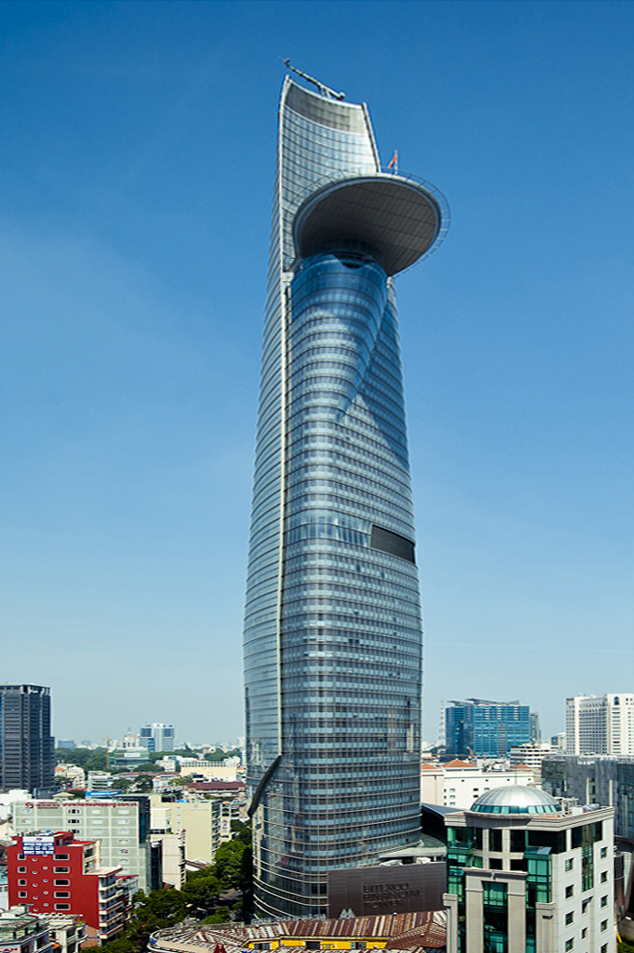
Bitexco Financial Tower
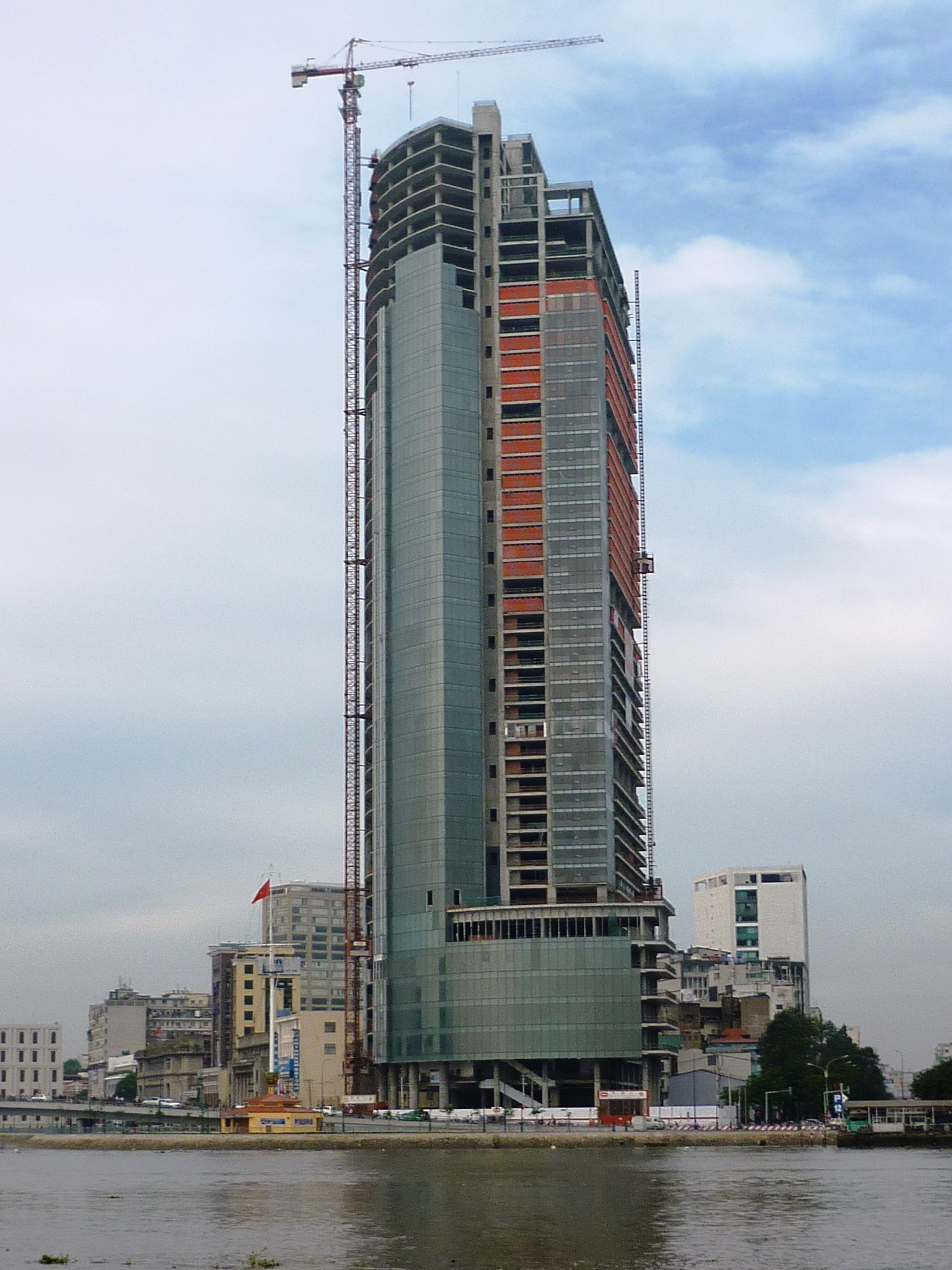
Saigon One Tower
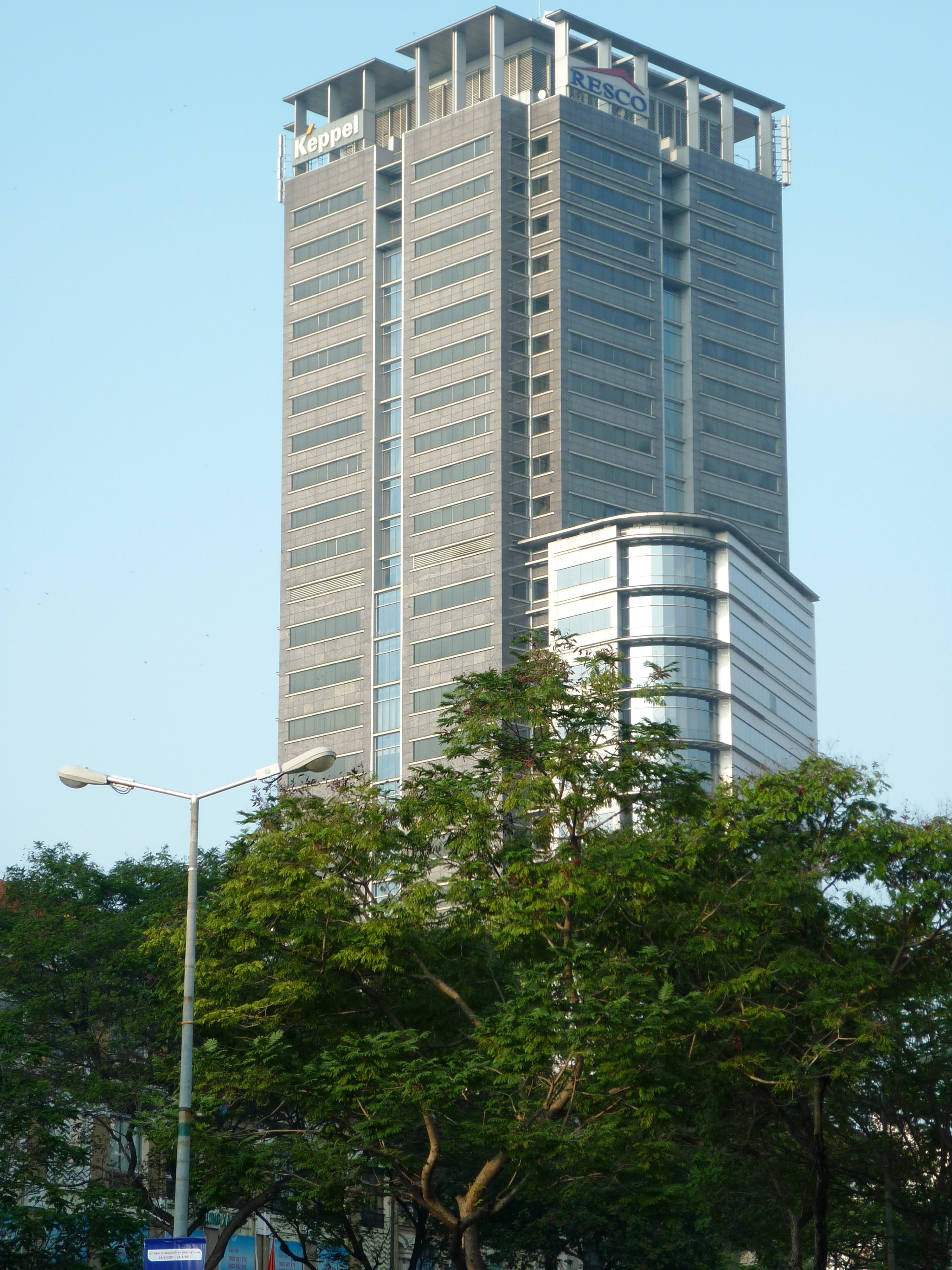
Saigon Centre
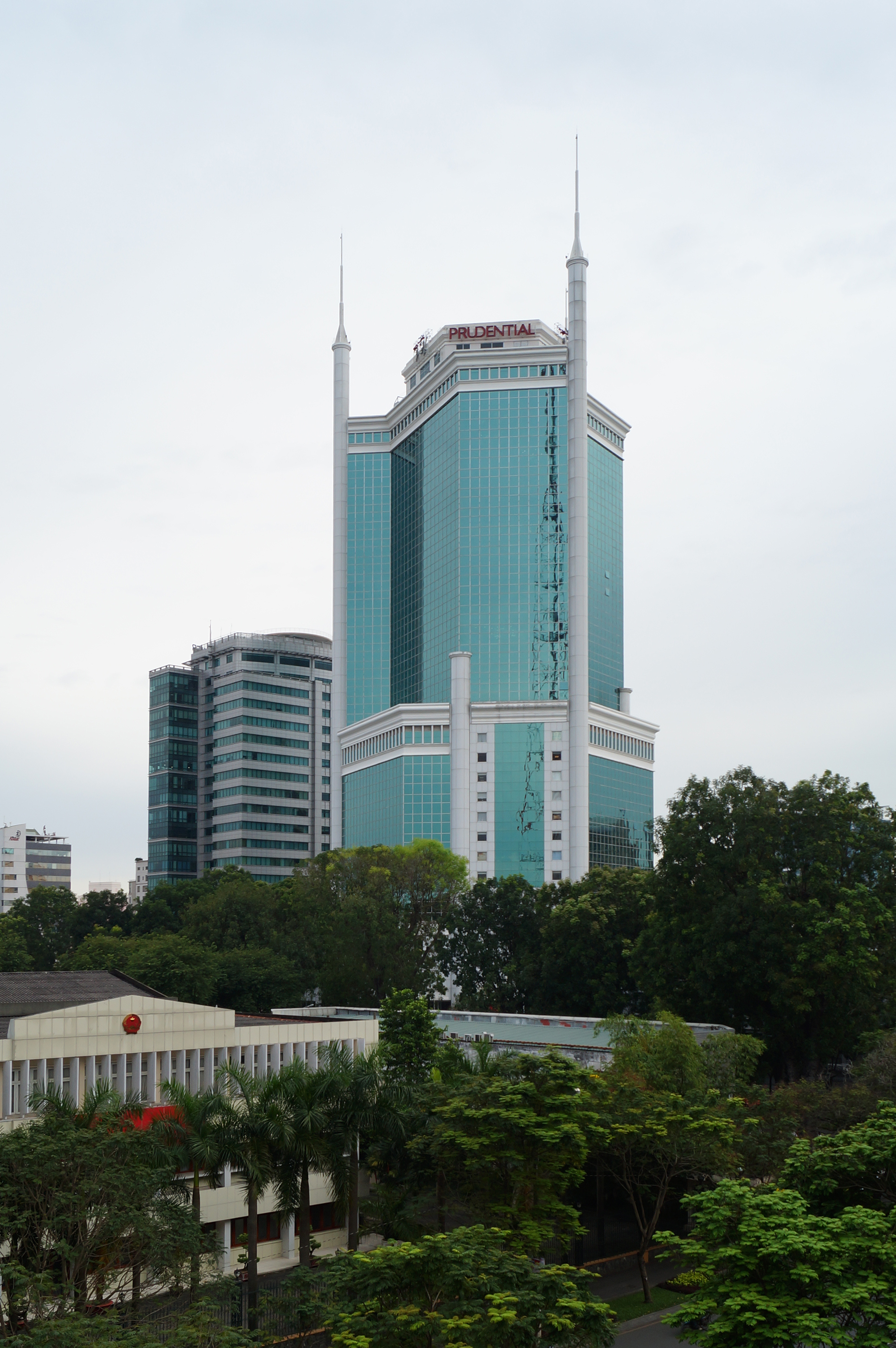
Saigon Trade Center
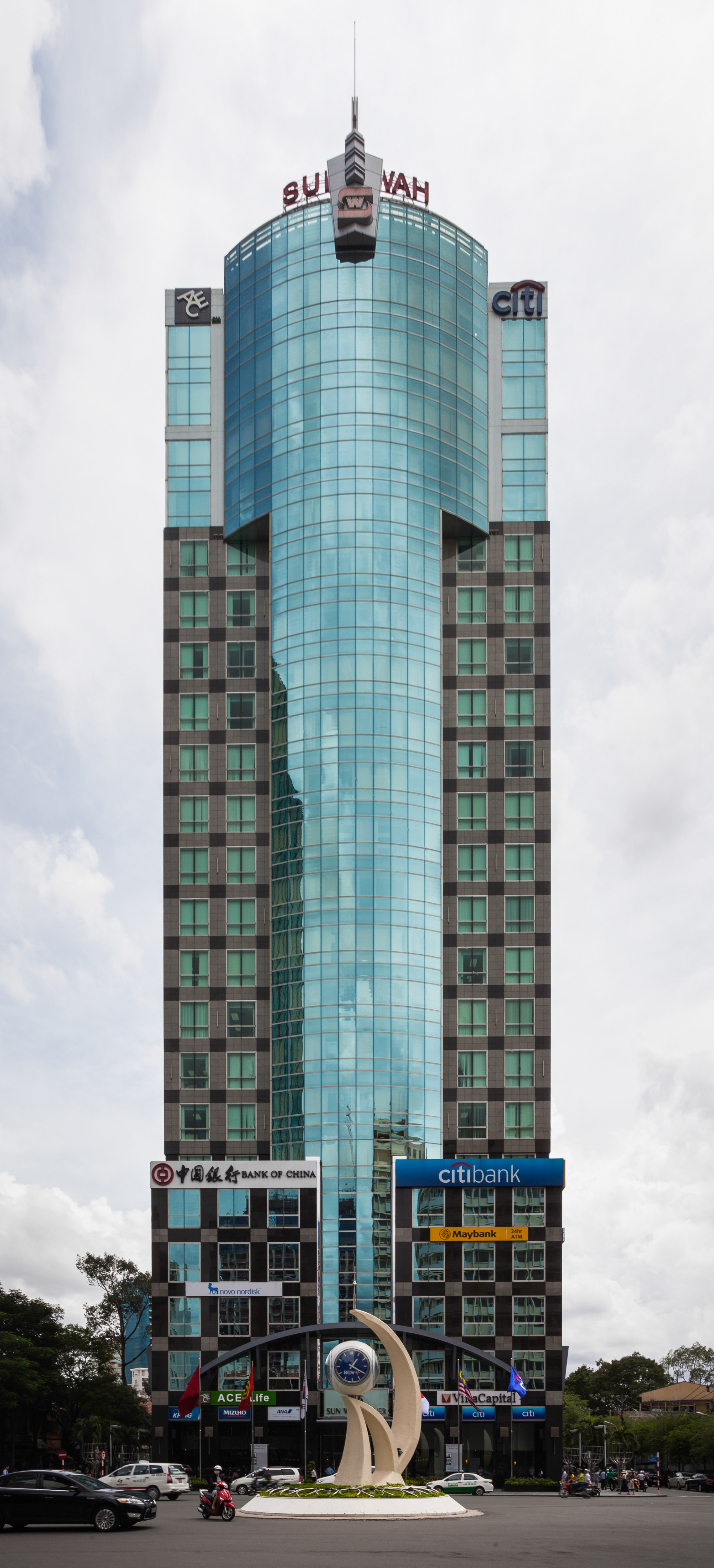
Sun Wah Tower
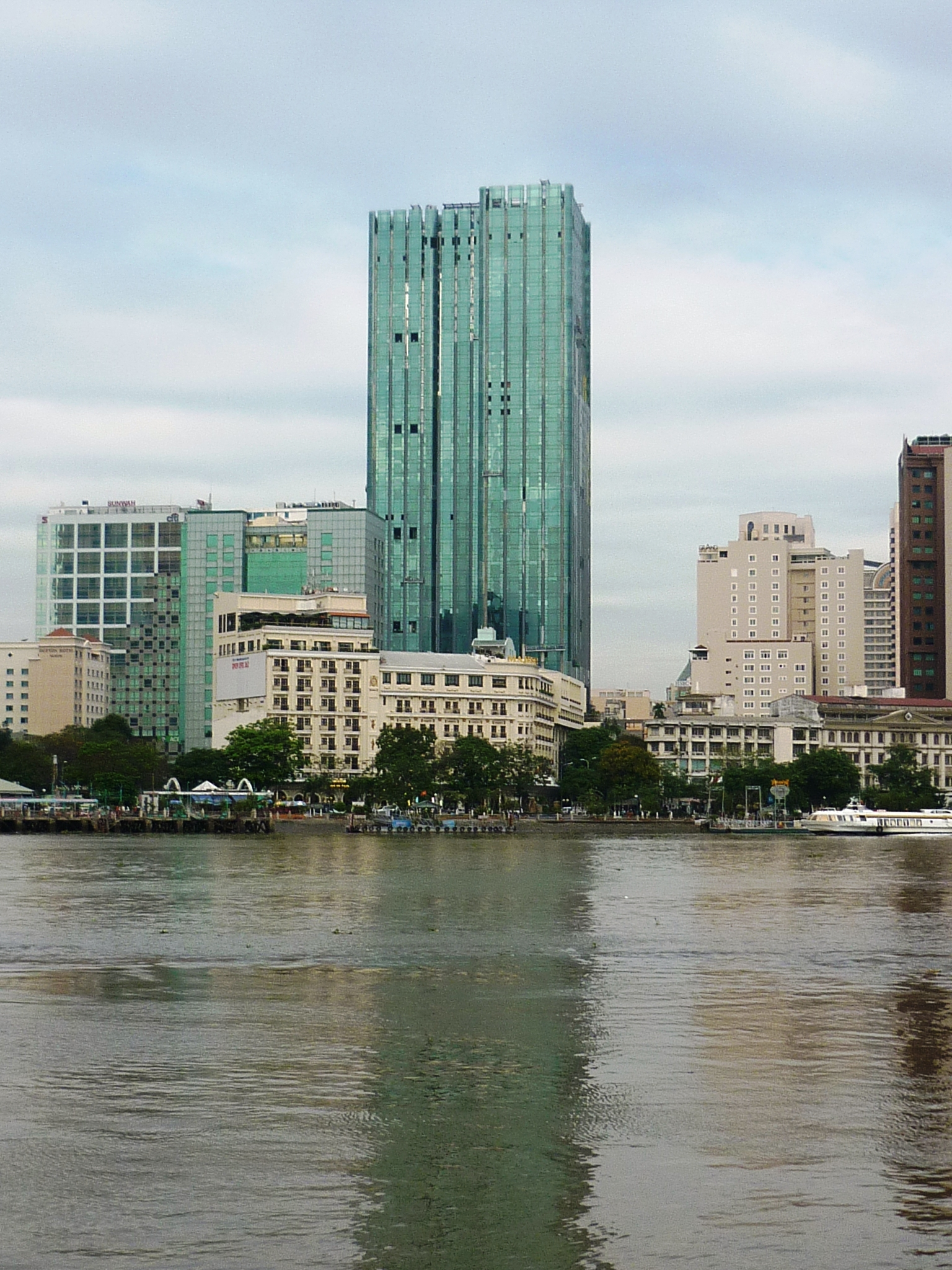
Saigon Times Square

В конце 2014 года в Хошимине началось строительство самого высокого здания города — 81-этажной башни Landmark 81 высотой 350 метров.

## Наука и образование
В Хошимине расположены Вьетнамский национальный университет, входящие в его состав Научный университет Хошимина, Хошиминский университет общественно-гуманитарных наук, Технологический университет Хошимина, Международный университет Хошимина, Университет информационных технологий Хошимина и Хошиминский университет экономики и права, а также Вьетнамская авиационная академия, Банковский университет Хошимина, Экономический университет Хошимина, Архитектурный университет Хошимина, Университет искусств Хошимина, Хошиминский университет медицины и фармацевтики, Педагогический университет Хошимина, Хошиминский университет сельского хозяйства и лесоводства (Nong Lam University), Хошиминский университет культуры, Хошиминский юридический университет, Хошиминский транспортный университет, Хошиминский промышленный университет, Сайгонский университет, университет Ton Duc Thang, Открытый университет Хошимина, Медицинский университет Pham Ngoc Thach, Сайгонский технологический университет, Хошиминский университет спорта и физической культуры, Хошиминский университет технического обучения, Международный университет Королевского технологического института Мельбурна, Вьетнамско-Германский университет, частные Сайгонский международный университет, Хошиминский университет иностранных языков и информационных технологий, университет Hoa Sen, университет Hong Bang, университет Văn Hiến и университет Văn Lang, Технологический институт почты и телекоммуникаций, Сайгонский институт информационных технологий, и Хошиминская консерватория, кампусы Университета внешней торговли, Национальной академии государственного управления, Университета водных ресурсов и Института Пастера.

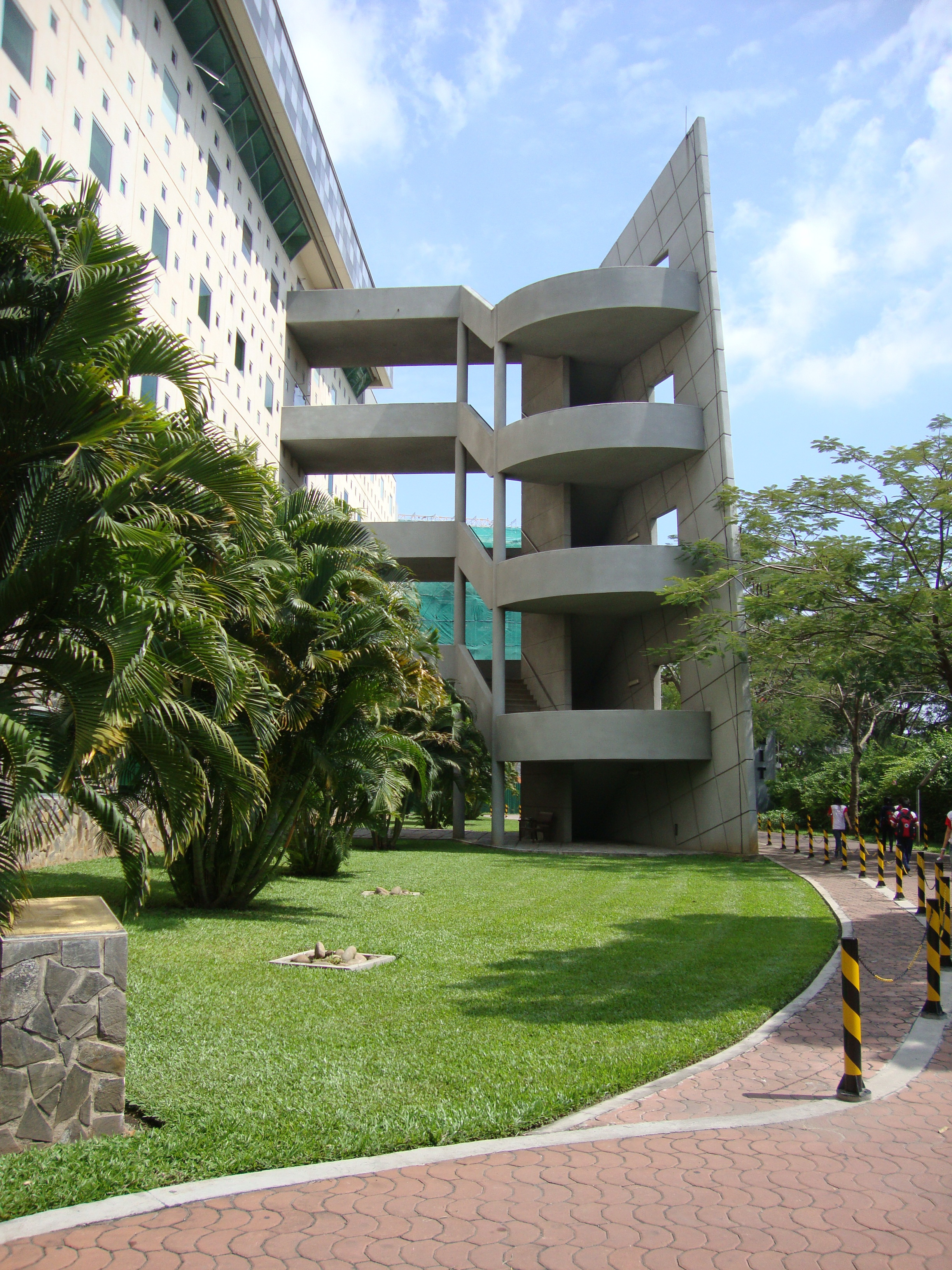
Международный университет Королевского технологического института Мельбурна
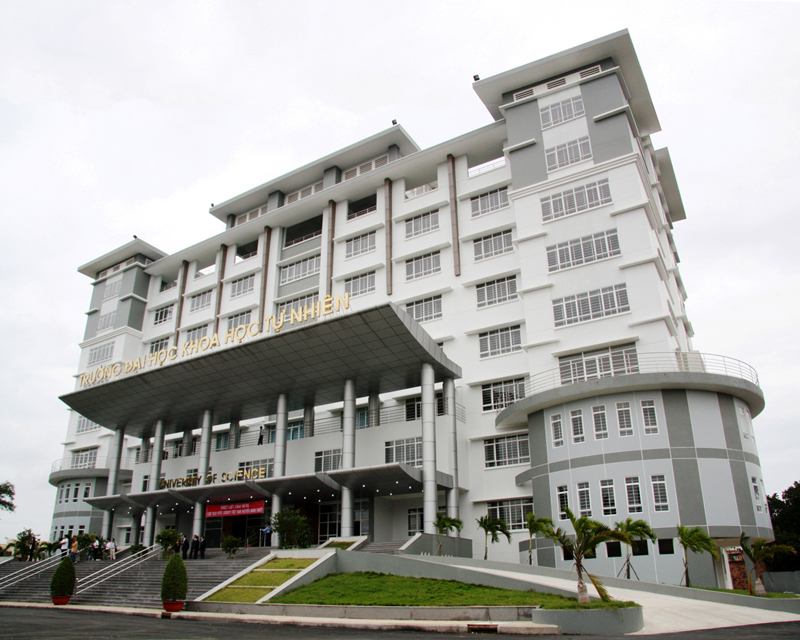
Научный университет Хошимина
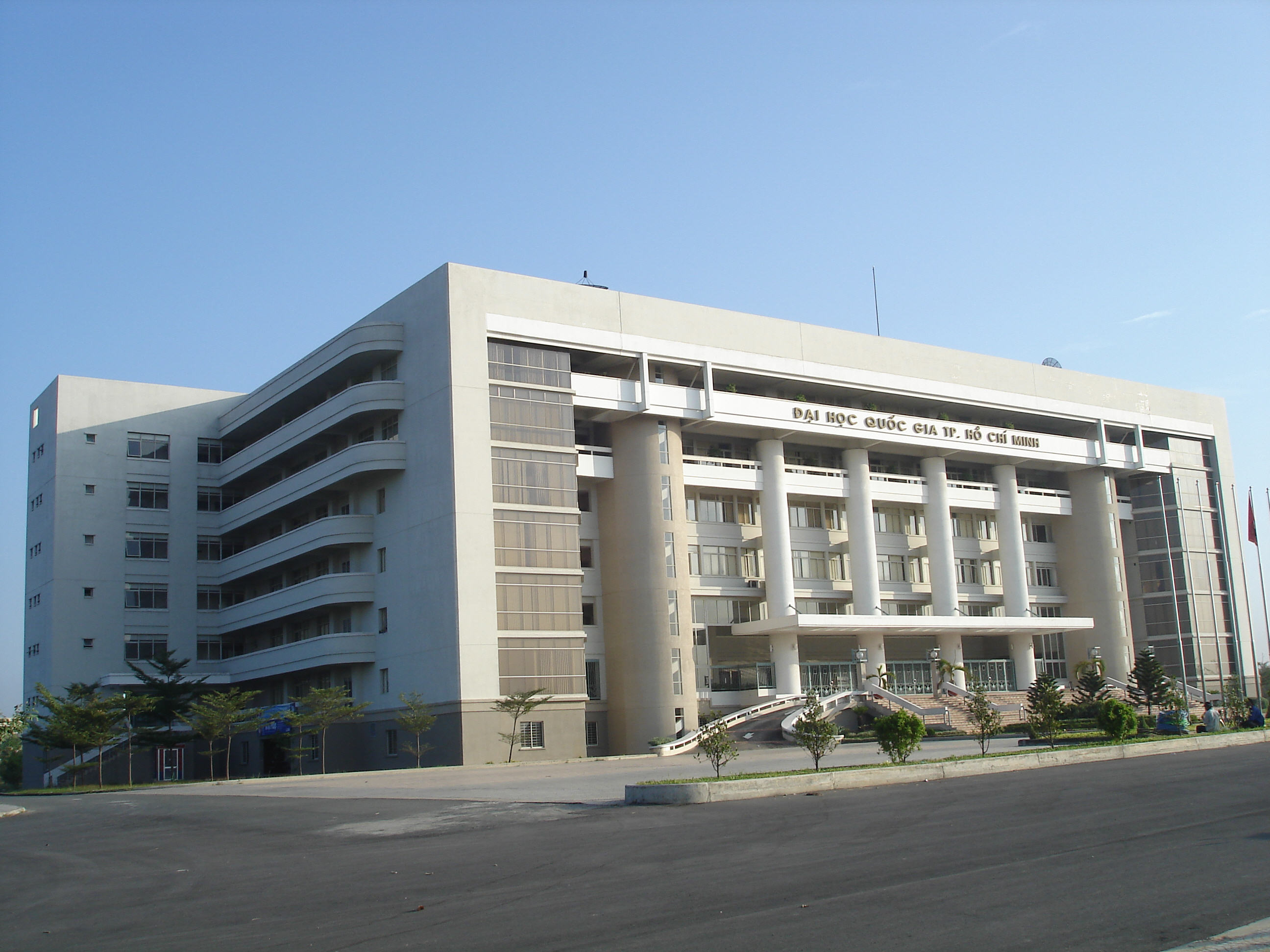
Вьетнамский национальный университет
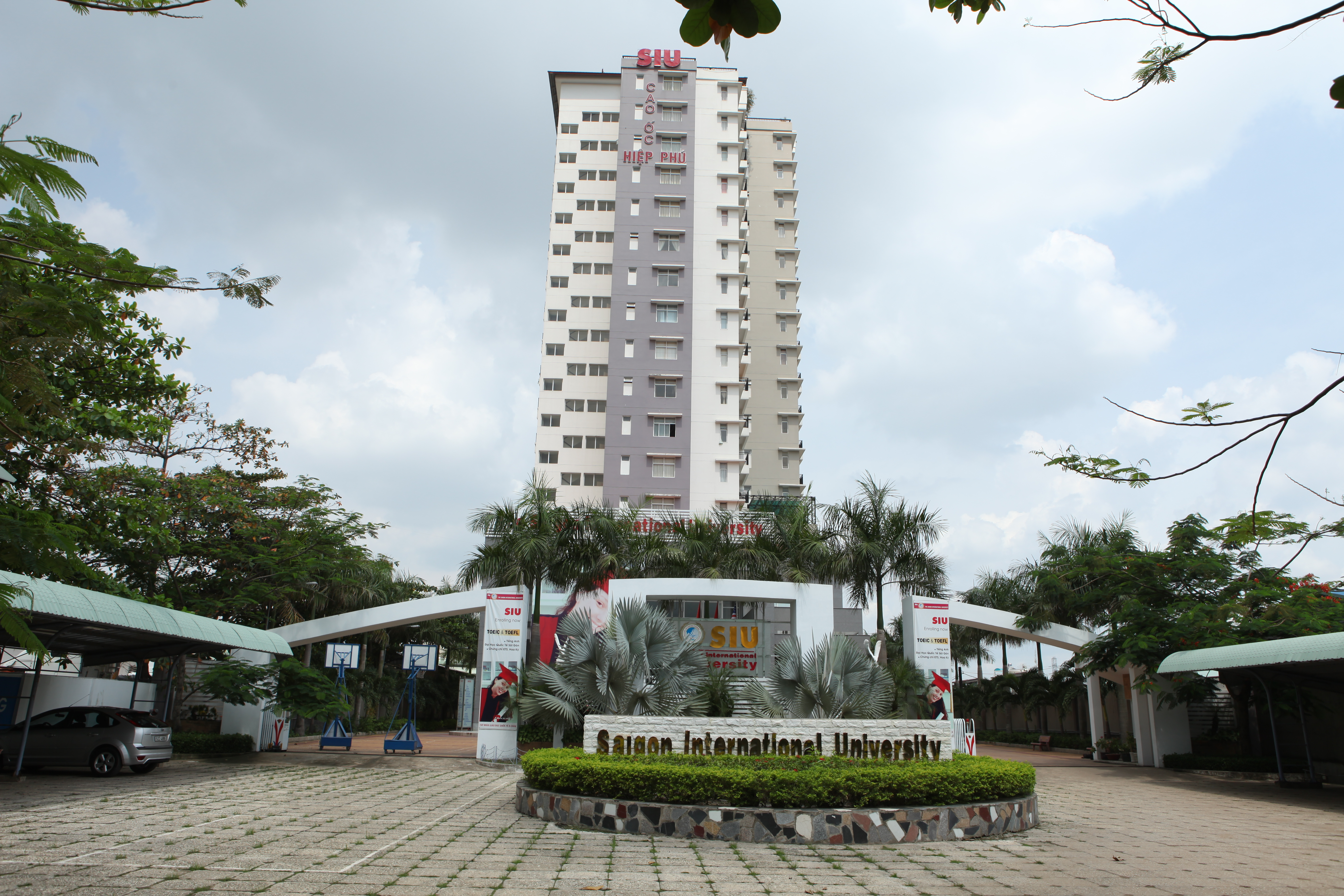
Сайгонский международный университет
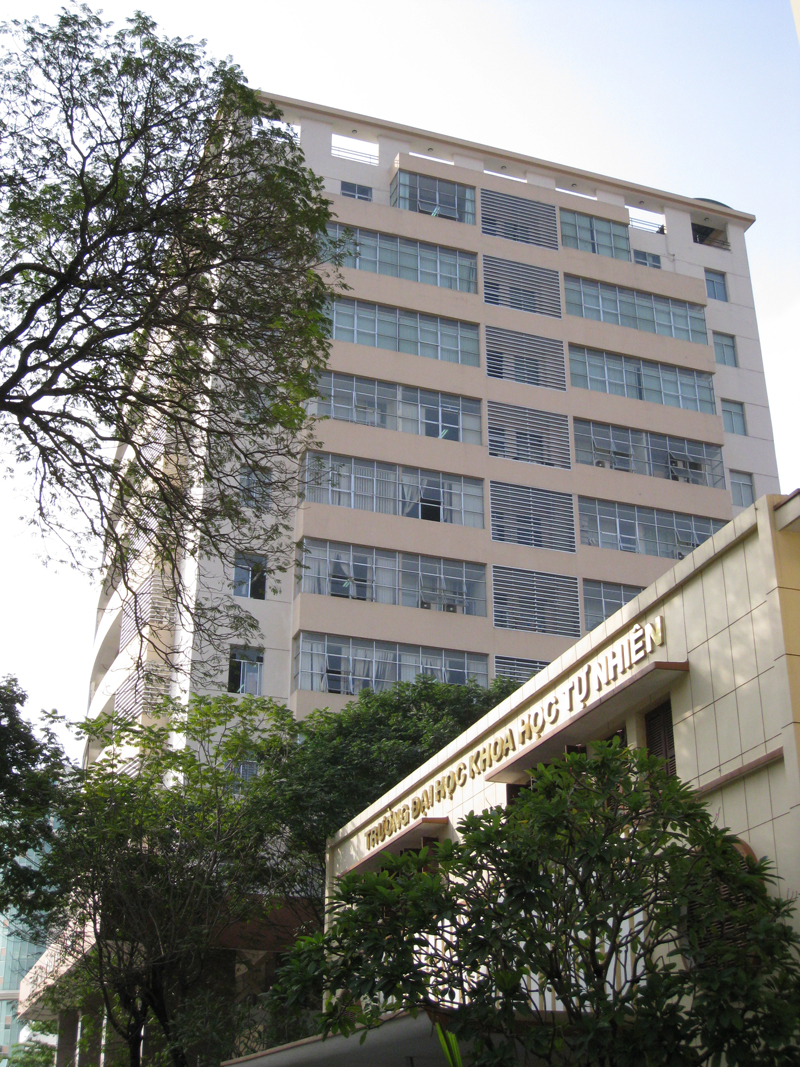
Научный университет Хошимина

## Здравоохранение
В Хошимине расположены больница Chợ Rẫy, частная глазная больница Cao Thang и частная больница малайзийской сети Columbia Asia.

## В культуре и топонимах
В честь города названа улица Хошимина в Санкт-Петербурге.

## Города-побратимы
| - Пусан, Южная Корея - Тямпатсак, Лаос - Манила, Филиппины - Москва, Россия - Лион, Франция - Цюаньчжоу, Китай - Осака, Япония | - Пномпень, Камбоджа - Вьентьян, Лаос - Шэньян, Китай - Торонто, Канада - Сан-Франциско, США - Шанхай, Китай |